# Jedle
Jedle (Abies) je rod stálezelených, jednodomých, zpravidla dlouhověkých jehličnatých stromů z čeledi borovicovitých (Pinaceae), podčeledi jedlové (Abietoideae), zahrnující v různých pojetích 40–50 druhů rozšířených na severní polokouli, převážně v Severní Americe, střední a jihovýchodní Evropě, ve Středomoří a ve východní Asii.
Jedle dorůstají zpravidla výšek 30–60 metrů, některé druhy výjimečně i přes 80 metrů a dožívají se stáří i 700–800 let. Kmen mívá hladkou kůru, měnící se ve stáří v tenkou rozpukanou borku, u některých druhů v mládí s pryskyřičnými puchýřky. Jehlice jsou typicky na vrcholu tupě zaoblené a lehce vykrojené, vespod obvykle se dvěma bělavými proužky; to však neplatí pro všechny druhy (viz níže). Na rozdíl od smrku nevyrůstají na listových polštářcích a větvičky jsou proto hladké. Tvar jehlic a jejich postavení na větvičce jsou významným druhově určovacím znakem. Šišky na větvích nevisí, ale vyrůstají vzpřímeně a ve zralosti se rozpadají na stromech. Dřevo jedlí patří mezi měkká dřeva a neobsahuje pryskyřici, v hospodářství je ceněno méně než podobné dřevo smrkové. Řada druhů má značný sadovnický význam, využití mají i aromatické esenciální oleje a pryskyřice. Jedle též patří k nejoblíbenějším vánočním stromkům.
Dle paleobotanických nálezů jsou jedle známy již z období eocénu, tedy starších třetihor, rod jako takový vznikl patrně na konci druhohor. Těžiště jejich druhového bohatství leží ve východní Asii a na západě Severní Ameriky, kde patří k důležitým lesotvorným dřevinám, tvořícím smíšené i jednodruhové porosty. V jižních oblastech místy vystupují až k horní hranici lesa. Ve střední Evropě je původní pouze jediný druh – jedle bělokorá (Abies alba).

## Etymologie
Vědecký název rodu Abies pochází z latinského výrazu pro jedli abiēs a ten pravděpodobně z protoitalského *abiets. Možná souvisí se starořeckým označením jedle a jiných vzhledově podobných jehličnanů jako ἄβιν (ábin), ale tato souvislost není jistá, může se jednat i o přejímku z nějakého staršího neindoevropského jazyka. Dříve uváděnými etymologickými možnostmi jsou latinské abeo ve smyslu „překračuji, přesahuji“ podle toho, že jedle patří k nejvzrůstnějším evropským dřevinám a výškově často přerůstá okolní stromy. Výšku značí i řecký výraz pro jedli – ελάτη (eláté).
Názory na původ českého slova jedle (dříve i jedla či jedl) se v čase rovněž měnily. Je to všeslovanské slovo (srov. polsky jodła, rusky jeľ, srbochorvatsky jéla) vzniklé z praslovanského *edla, *edlь přidáním protetického „j-“. O tomto základu svědčí i příbuznost s baltskými jazyky: staroprusky addle, litevsky ēglė, lotyšsky egle. Zatímco však ještě Václav Machek odvozuje toto slovo ze zmíněného řeckého ελάτη z jakýchsi praevropských, nikoli však indoevropských kořenů, Jiří Rejzek v etymologickém slovníku z roku 2012 spojuje tento výraz i s latinským ebulus („černý bez“) a uvádí, že vychází z indoevropského kořene *edh-l od základu *edh- „ostrý“.

## Vzhled

### Kmen, větve, vzrůst

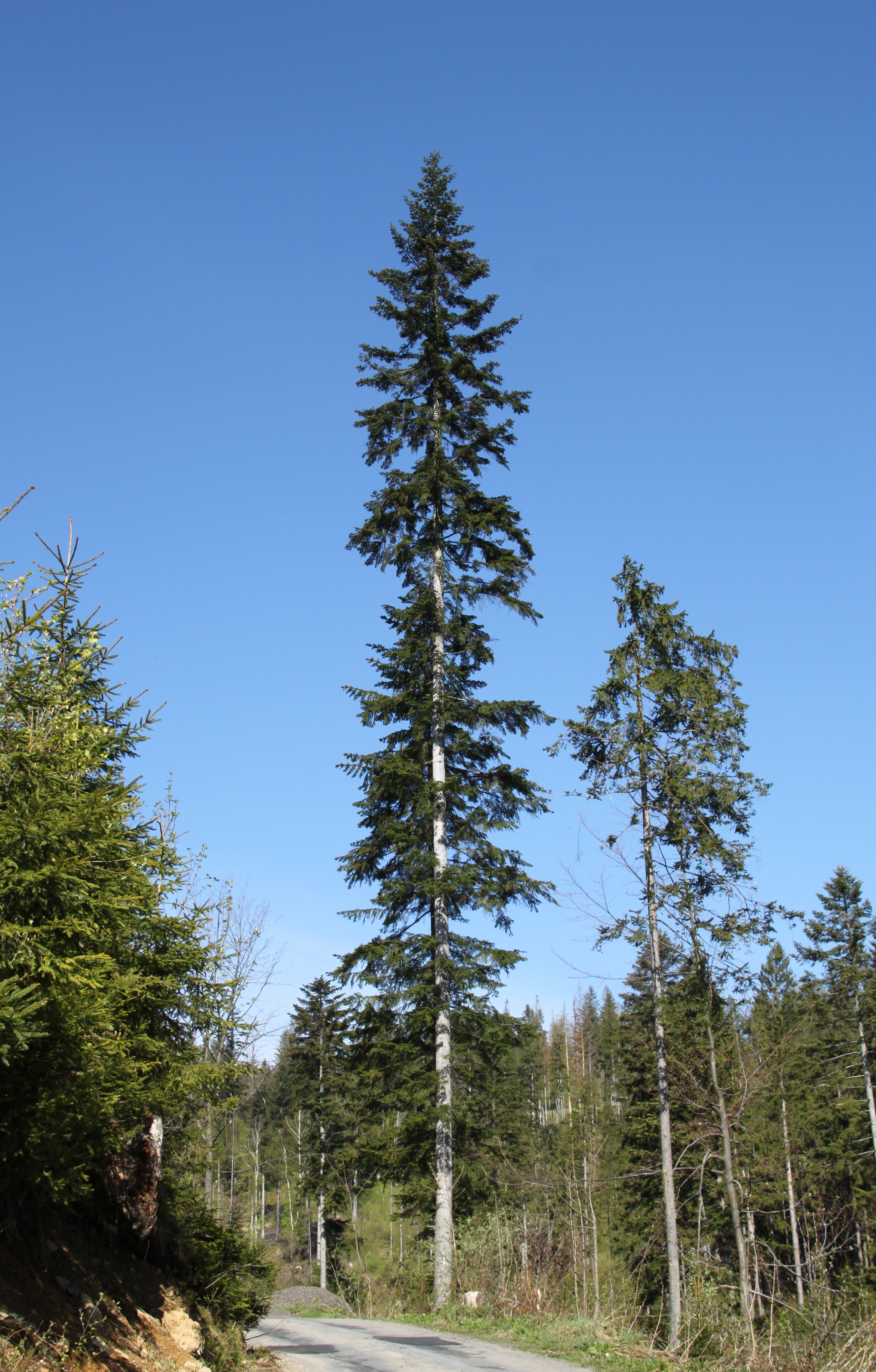
Typický habitus jedle bělokoré s výhony na kmeni

Jedle mají výrazně monopodiální větvení, s jediným, rovným, mohutným, plnodřevným kmenem. Větve prvního řádu vyrůstají v pravidelných přeslenech, zprvu téměř kolmo na kmen, v horní části koruny mírně vzhůru; větve nižších řádů jsou horizontálně rozprostřeny. Kůra bývá hladká, tenká, zpravidla šedá, v mládí u některých druhů často s pryskyřičnými puchýřky, ve stáří rozpukaná; některé asijské druhy však mají kůru drsně šupinovitou, např. jedle japonská (Abies firma), jehlicovitá (Abies holophylla) nebo nikkoská (Abies homolepis). Malá tloušťka kůry neposkytuje zpravidla dostatečnou ochranu proti ohni či holomrazům. Koruna bývá válcovitého či kuželovitého tvaru, na vrcholu často zaoblená nebo ukončená „čapím hnízdem“ ze zkrácených, deformovaných větviček (u některých druhů však zůstává i ve stáří špičatá). Pokroucené či jinak deformované vzrůstové formy mohou vznikat v extrémních podmínkách nebo u horní hranice lesa, jinak jedle typicky vyniká harmonicky pravidelným růstem s až geometrickou vyvážeností rozestupu přeslenů či délky větví. Při uvolnění ze zápoje vytváří některé druhy (mj. jedle bělokorá) nové boční výhony ze spících pupenů (tzv. „vlky“).
Vytváří obvykle mohutně vyvinutý kůlovitý kořen s rozvětvenými postranními kořeny. Jako většina ostatních dřevin bohatě využívá mykorhizu, tedy vzájemně prospěšné soužití s houbami (podrobnosti viz níže).
Velká část druhů jedlí vyniká mohutným vzrůstem. K nejvyšším druhům se řadí jedle vznešená (A. procera), jedle nádherná (A. magnifica) nebo jedle líbezná (A. amabilis), které ve své domovině vyrůstají do výšek kolem 70–85 metrů. Dříve uváděný rekordní vzrůst jedle obrovské (A. grandis) až na 100 metrů není v novější literatuře potvrzen, stejně jako údajně až pětimetrový průměr kmene u stejného druhu. Introdukovány do nového prostředí, např. do Evropy, vyrůstají znatelně méně. Mezi nízké jedle se naopak řadí jedle korejská (A. koreana) nebo Fraserova (A. fraseri), dorůstající pouhých 10–15 metrů. Jedle obecně vytvářejí velký objem dřevní hmoty, největšího průměru kmene dosahují jedle obrovská, vznešená, nádherná a himálajská (A. spectabilis) (2,5–3 m).

### Jehlice a pupeny

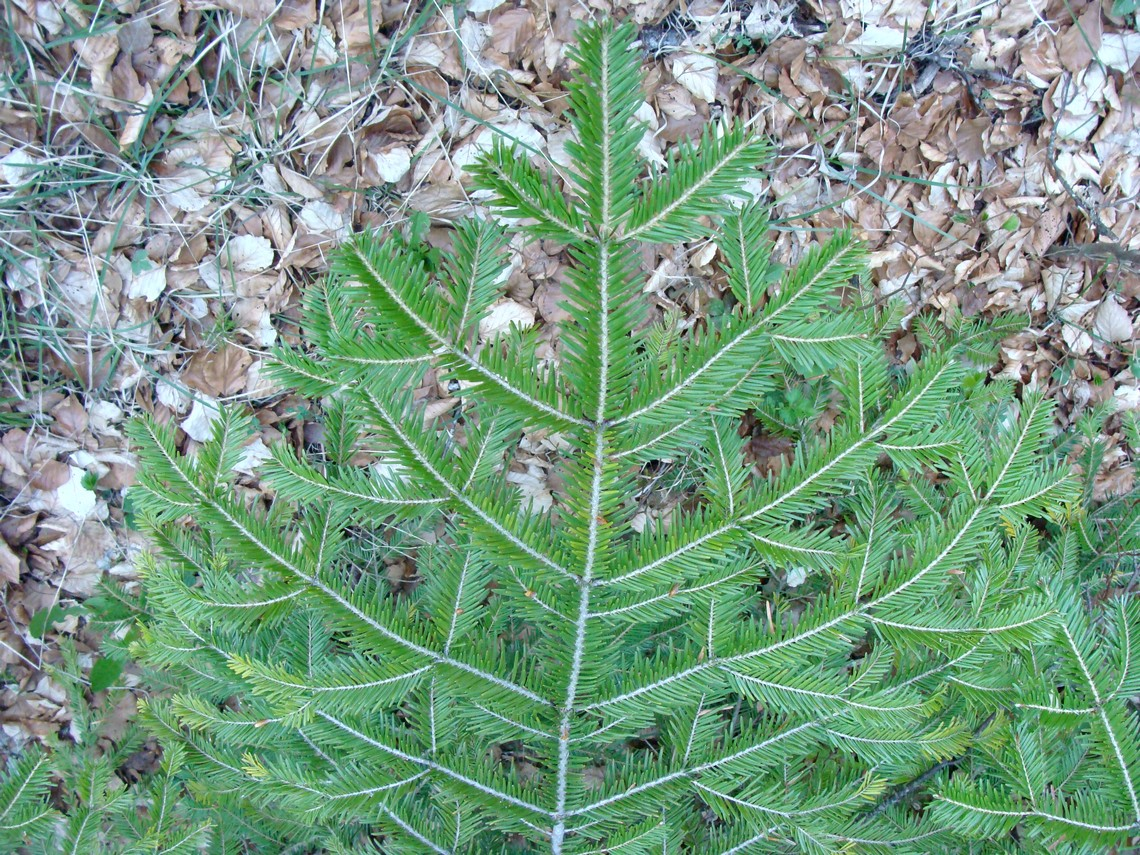
Trojice pupenů na konci letorostů odpovídá za leckdy až geometricky pravidelné přirůstání jedlových větví

Jehlice vyrůstají víceméně spirálovitě okolo celé větvičky a jejich postavení, zbarvení i tvar jsou důležitými druhově určovacími znaky. U některých druhů jsou podélně zkroucené a „učesané“ do dvou řad (jedle obrovská, jedle bělokorá), jindy zakrývají větvičku i z horní strany, a to buď zcela (jedle kavkazská, vznešená, korejská), nebo s vynecháním užšího či širšího klínu ve tvaru písmene V (jedle jehlicovitá, Veitchova a další). V některých případech větvičku obrůstají i spirálovitě kolem dokola (jedle španělská a její blízce příbuzné středomořské druhy). Na rozdíl např. od borovice vyrůstají jehlice vždy jednotlivě, na rozdíl od smrku nasedají přímo na větvičku malým terčíkem – jedlové větvičky jsou proto na rozdíl od smrkových hladké, po opadaných jehlicích zbývají pouze okrouhlé listové jizvy. Délka jehlic se pohybuje od cca 1,5 cm (jedle španělská a příbuzné středomořské druhy) po 7,5 cm (jedle ojíněná a její varianty nebo jihoamerická Abies flinckii), šířka od 1 mm (jedle sibiřská) do 2–2,5 mm (většina druhů); až 4 mm široké jehlice má jedle japonská (Abies firma). Obsahují silice, při rozemnutí proto příjemně voní po citrusech či terpentýnu; výrazně vonné jehličí má např. jedle obrovská, ojíněná, sibiřská nebo balzámová. Na větvích jehlice obvykle vydrží 5 a více let, nejdéle u jedle líbezné (A. amabilis), která shazuje jehlice v intervalech přesahujících 20 let (zaznamenaný rekord je 53 let).
Jehlice většiny druhů jsou úzké, ploché. Na svrchní straně jsou nejčastěji tmavě zelené, lesklé, s podélnou středovou brázdičkou, na rubu mají kolem vystouplého středního kýlu dva více či méně výrazné bílé proužky průduchů, které jsou zanořeny pod úroveň pokožky. Některé druhy mají ale silnější jehlice s průduchy po obou stranách, typické bílé pruhy pak chybí a jehlice jsou ze všech stran ojíněné, matné: např. jedle španělská, vznešená nebo ojíněná. Jehlice jsou nejčastěji zakončeny tupou špičkou (ostře špičaté, pichlavé jehlice má jedle španělská, řecká či jehlicovitá) a lehce vykrojené, u některých druhů jsou na koncích zaoblené či uťaté. Co do tvaru mohou být relativně rovné, což je většina druhů, nebo výrazně zahnuté (jedle ojíněná či vznešená). Jehlice některých druhů jsou křehké, snadno lámavé, u jiných naopak ohebné, pružné.
Pupeny jsou nejčastěji vejčitě podlouhlé, na konci větvičky vyrůstají v souměrné trojici; podle druhu jsou buď smolnaté (většina druhů), nebo nesmolnaté (jedle bělokorá či kavkazská). Letorosty jsou buď lysé (jedle obrovská, řecká, ojíněná), nebo jemně pýřité (tmavě např. jedle bělokorá, rezavě jedle vznešená). Výrazně rýhované větvičky podobné smrkovým má jedle nikkoská (A. homolepis).

### Rozmnožování
Jedle se rozmnožují výhradně generativně, kořenová ani pařezová výmladnost není vyvinuta. Rozmnožování probíhá obvyklým způsobem u nahosemenných stromů. Všechny druhy jsou jednodomé, anemogamní (větrosnubné). Samčí šištice jsou červené, fialové nebo žluté, co do tvaru kulaté nebo oválné. Objevují se na jaře a jsou buď nahloučeny na koncích letorostů, nebo rozloženy uprostřed loňských větviček. Pylová zrna mají dva vzdušné váčky. Samičí šištice jsou vzpřímené, v mládí zelené, žluté, červené nebo fialové, dlouhé až 6 cm, vyrůstají na horní straně loňských výhonů zhruba v horní třetině koruny. Dobou květu je květen až červen. K oplodnění dochází zpravidla 4–5 týdnů po opylení, šištice dozrávají ještě téhož roku ve válcovité, vzpřímené, hnědé šišky, které se rozpadají přímo na stromě; zbylá vřetena na větvi vytrvávají několik dalších let. Semenné šupiny jsou široce okrouhlé až vějířovité, s úzkou bází a bez vnějšího hrotu („pupku“). Semena jsou trojhranná, pryskyřičná, s velkým, trojúhelníkovým (méně často okrouhlým), pevně přirostlým křídlem sloužícím k anemochornímu (vzdušnému) šíření. Na semenných šupinách jsou umístěna po dvou. Jejich podpůrné šupiny ze šišky obvykle vyčnívají; u jedle kalifornské a Forrestovy jsou protaženy v několik centimetrů dlouhou tenkou osinu. Velikost šišek se pohybuje od 3 cm (jedle Veitchova) až po 39 cm (jedle cilicijská) a jejich tvar od široce soudkovitých po úzké, válcovité. V dobrých podmínkách plodí většina druhů každoročně, při zhoršených v intervalech 2–6 let.
Klíčení semen je jako u jiných jehličnanů epigeické (nadzemní). Semenáčky mají 4–10 děložních lístků a v prvních letech rostou obvykle značně pomalu.

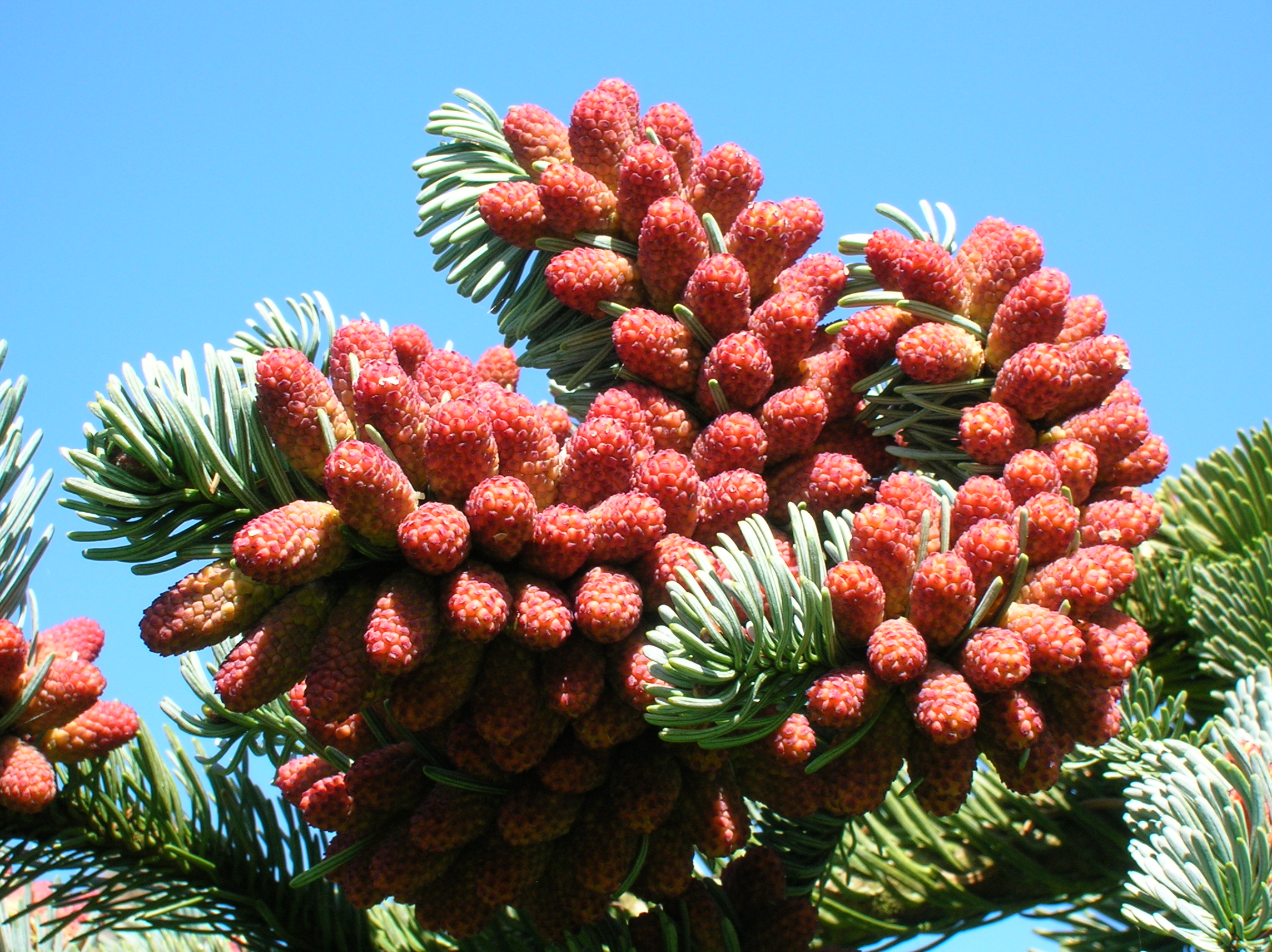
Samčí šištice jedle vznešené
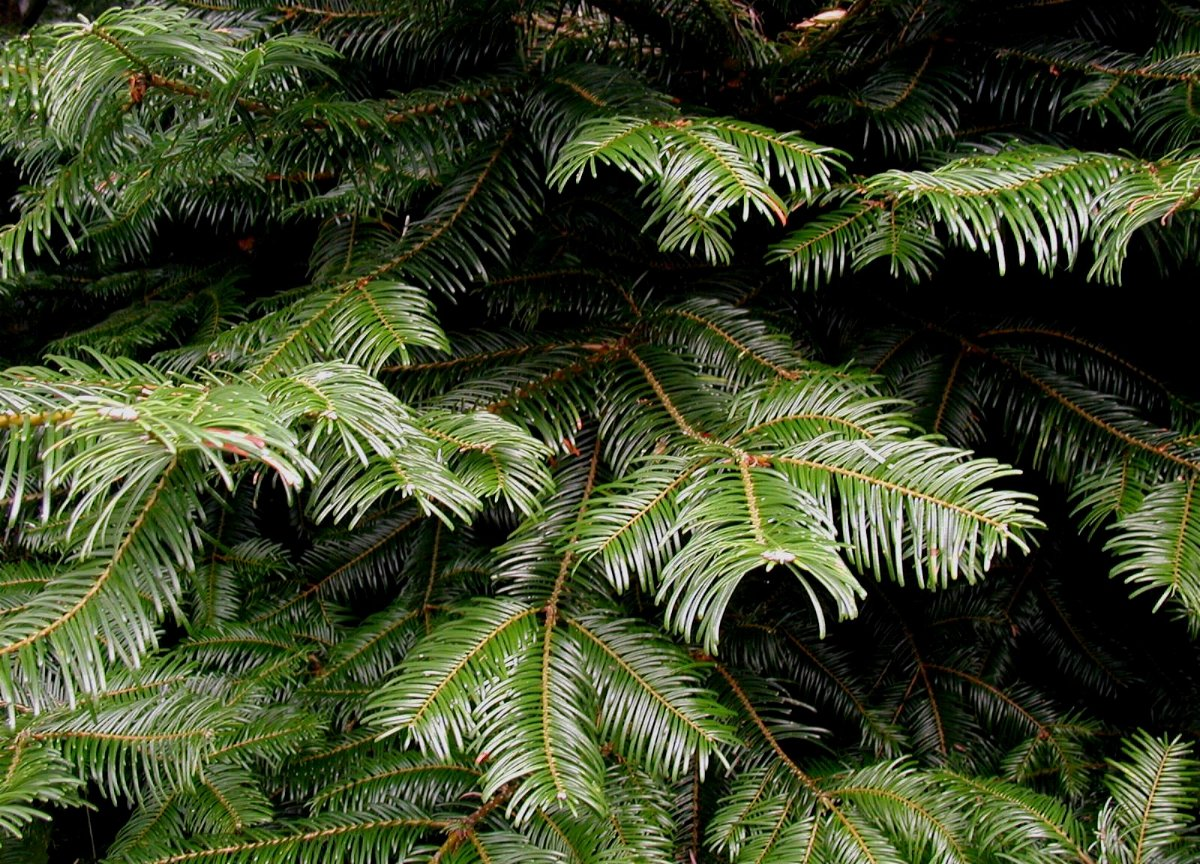
Dvouřadě uspořádané jehlice jedle obrovské
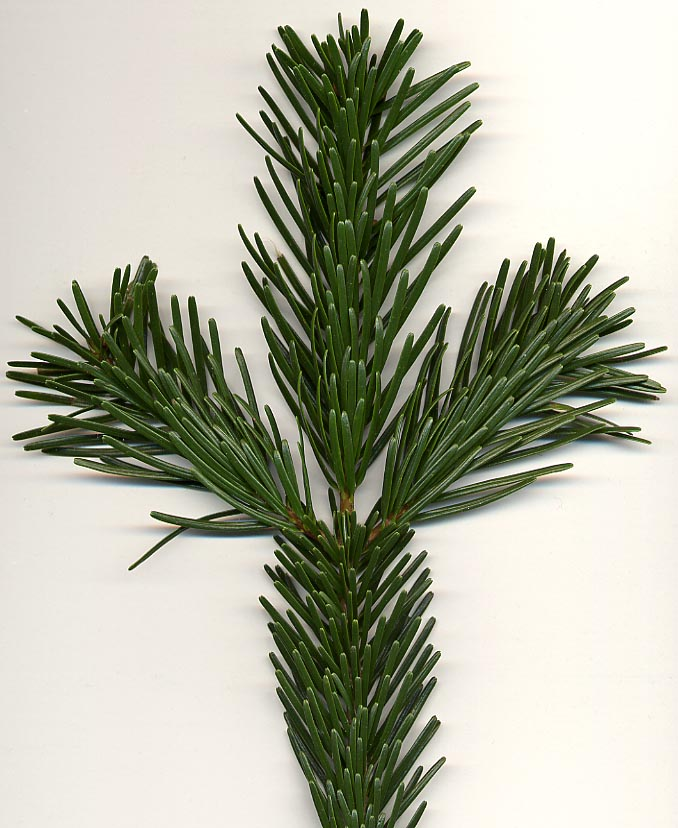
Jehlice jedle kavkazské zakrývají větvičku i shora
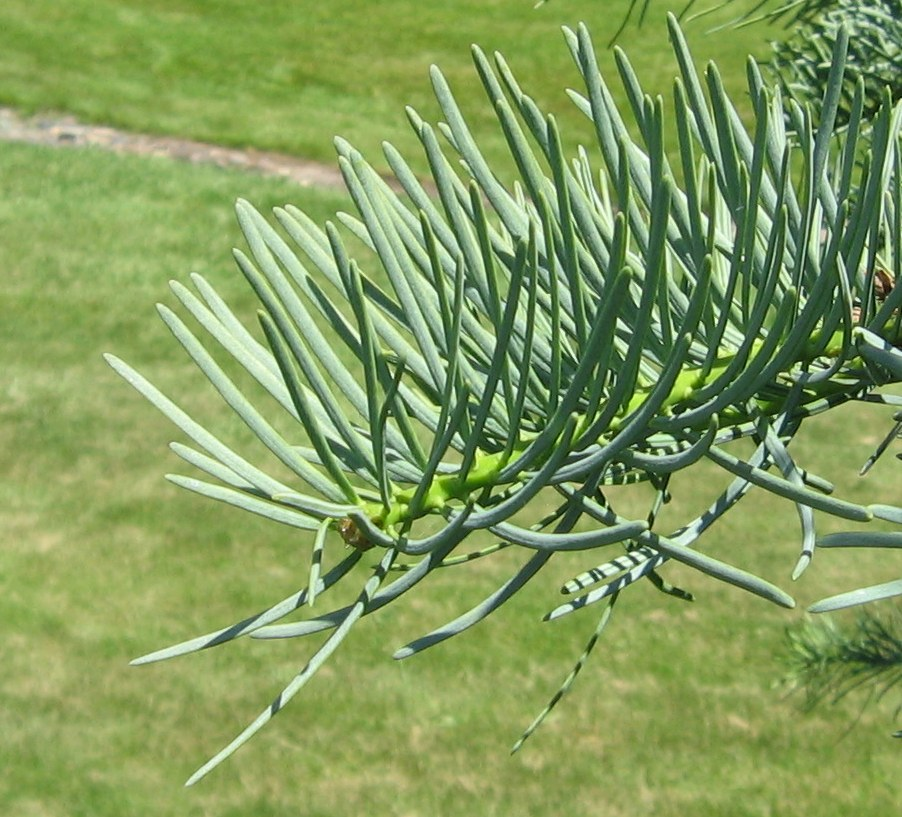
Zahnuté, špičaté jehlice jedle ojíněné mají průduchy ze všech stran
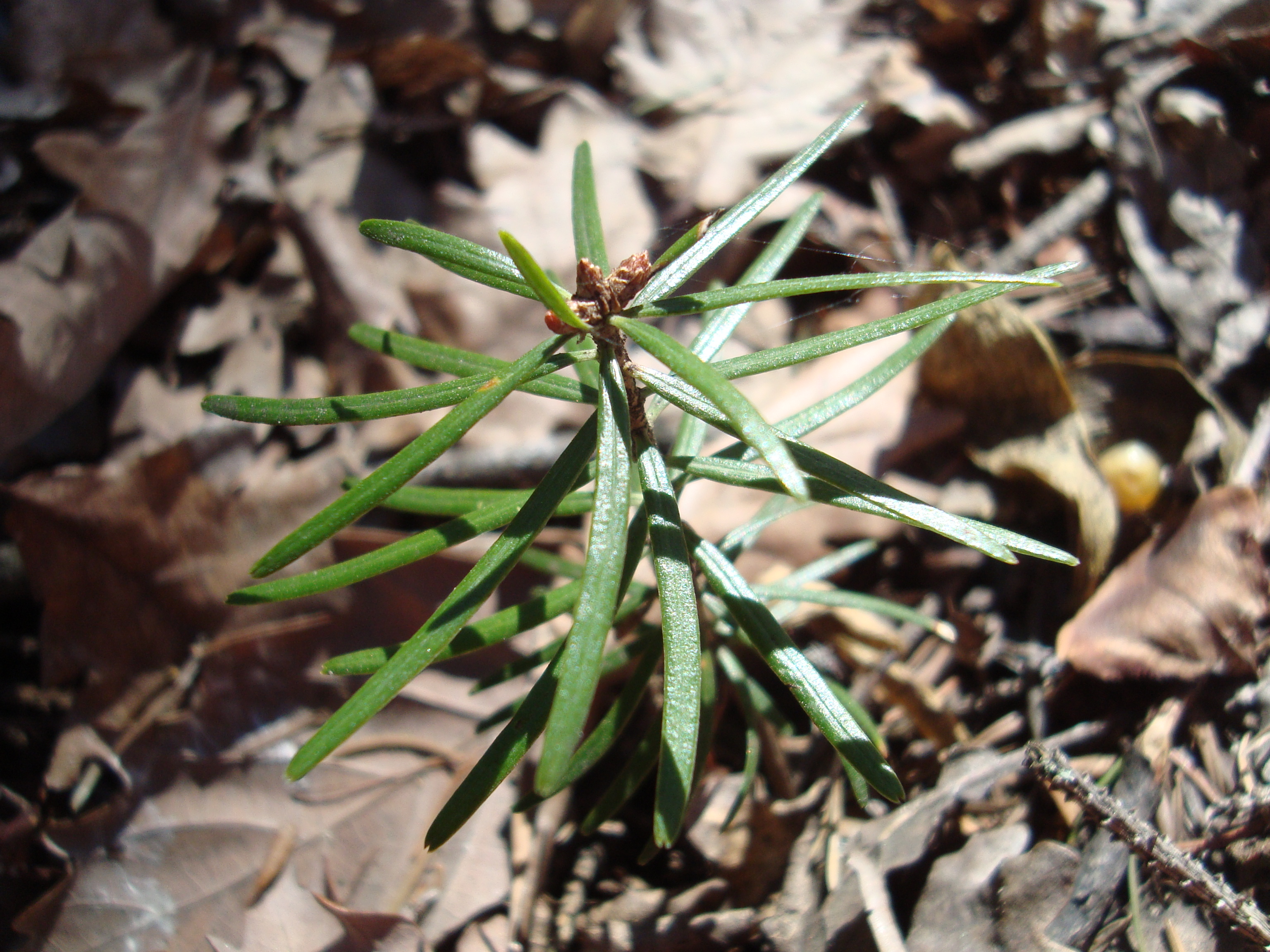
Semenáček jedle bělokoré
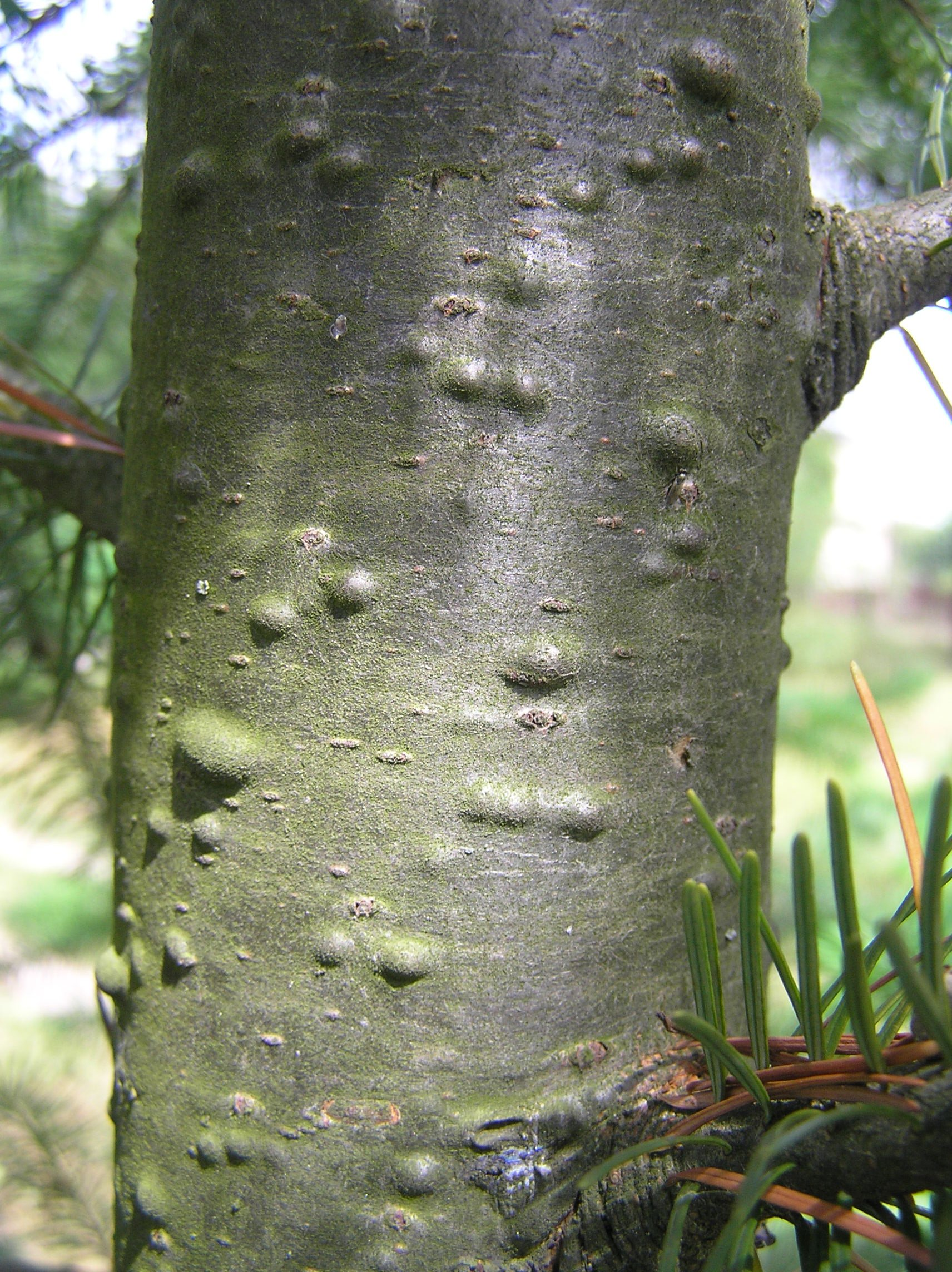
Hladká kůra mladé jedle s pryskyřičnými puchýřky
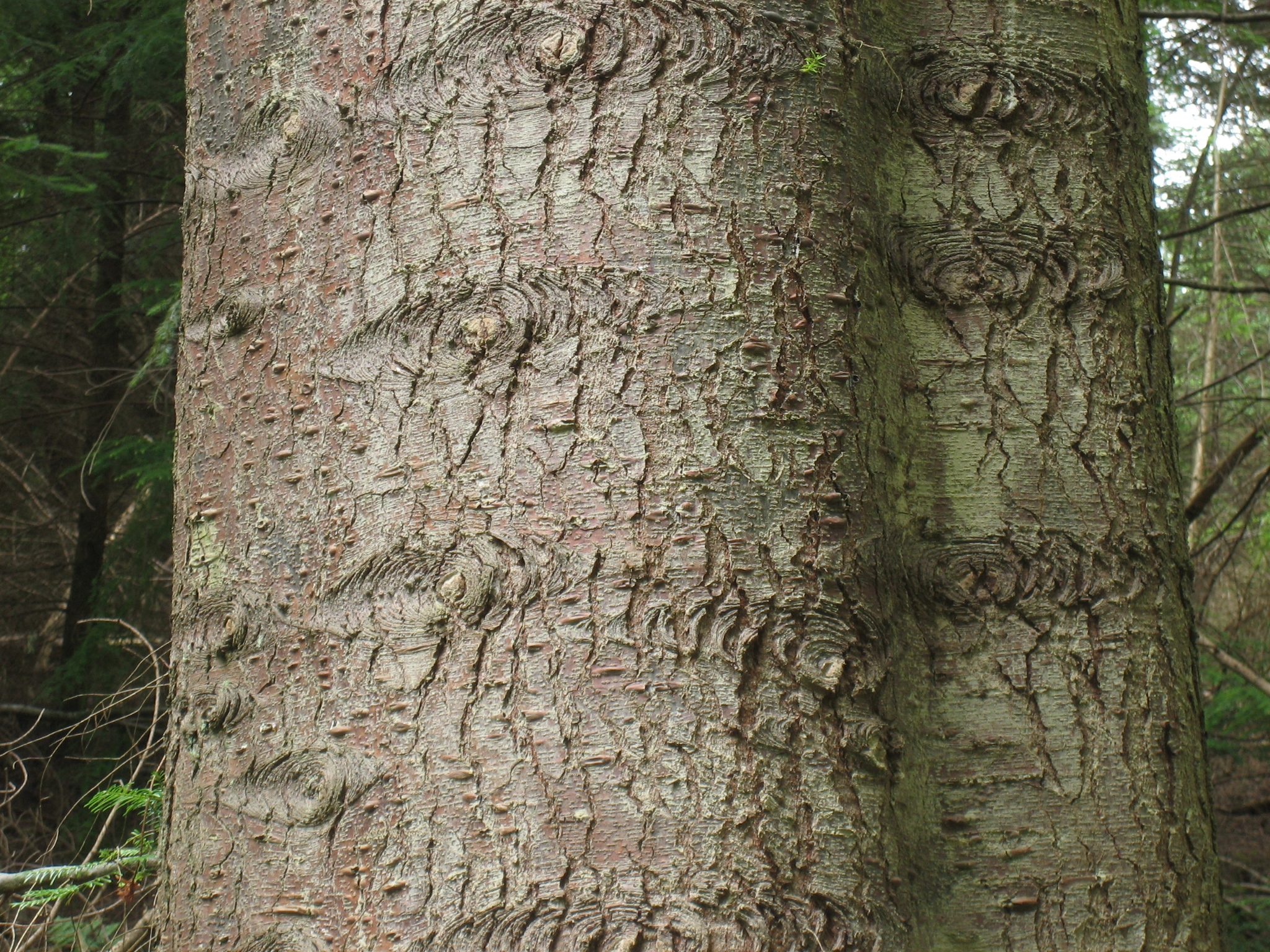
Rozpraskaná borka dospělé jedle obrovské

## Ekologické nároky a interakce
Jedle můžeme najít na severní polokouli od lesotundry boreální oblasti až po subtropy; kromě několika vysloveně severských druhů (jedle sibiřská, plstnatoplodá, balzámová) se však nejčastěji vyskytují v oblastech mírného až subtropického pásu na (sub)montánní až subalpínské úrovni. Jsou to dřeviny převážně horské, s vyššími nároky na vzdušnou vlhkost. Preferují bohatší, hlubší, středně těžké, dostatečně propustné a přiměřeně vlhké půdy, zpravidla mírně kyselé, některé druhy (např. jedle ojíněná) však snesou i bazičtější substráty. Až na výjimky nesnášejí vysychavá stanoviště, stejně jako přemokření. Většina druhů v mládí dobře snáší, či přímo vyžaduje zastínění, s růstem se nároky na světlo postupně zvyšují. Mladí jedinci mnoha druhů (jedle bělokorá, líbezná aj.) vydrží přežívat v zástinu pod korunami mateřské generace i stovky let, při vzrůstu pouhých několika metrů. Jedle vyžadují vesměs polohy chráněné před větrem a mrazem, nesvědčí jim ani zakouřené městské či průmyslové prostředí; oproti dříve rozšířeným názorům jsou však vůči exhalacím odolnější než kupříkladu smrky. V lesních porostech patří mezi klimaxové dřeviny, jako konkurenční (C-)stratégové dokáží ve stabilních ekosystémech a na klimaticky a živinově optimálních stanovištích dlouhodobě dominovat díky své dlouhověkosti a vzrůstu.

### Ekologické vztahy

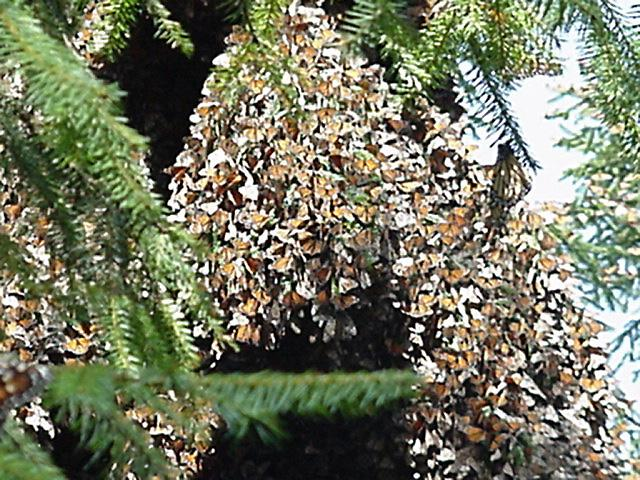
Jedle posvátná se zimujícími monarchy

Stálezelené větve jedlí využívají k hnízdění některé druhy ptáků, např. severoamerická hrdlička karolinská. Semena tvoří potravu některých sýkor, hýlů a křivek, pro jejich relativní velikost je vyhledávají též veverky. Jedlové jehličí tvoří částečný podíl potravy u tetřevů, v zimě je spásá též spárkatá zvěř. Mexická jedle posvátná (Abies religiosa) je preferovaným stromem pro zimování kolonií motýla monarchy stěhovavého (Danaus plexippus).
Z parazitů bývají jedle typicky napadány jmelím (ve středoevropských podmínkách hlavně Viscum album subsp. abietis, v Severní Americe příbuzné Arceuthobium abietinum), z dřevokazných hub pak např. korálovcem jedlovým (Hericium flagellum), václavkou (Armillaria spp.) nebo některými druhy troudnatců (Fomitopsis spp.) a ohňovců (Phellinus spp.). Značné škody může napáchat mšice korovnice jedlová. Larvy hmyzu jako jsou korohlodi (Cryphalus abietis) a lýkohubi (Tomicus minor) konzumují kambium, larvy obalečů (Totrix spp.) a pilatek (Pachynematus spp., Prostiphora spp.) se živí uvnitř jehličí, resp. pupenů.
Kořeny jedlí formují vztahy ektomykorhizy s mnoha různými druhy hub. Jedním z nejrozšířenějších mykorhitických druhů vůbec je vřeckovýtrusná houba Cenococcum geophilum, ze stopkovýtrusných hub preferují jedli například ryzce (Lactarius aurantiacus, Lactarius albocarneus, L. salmonicolor, L. intermedius), muchomůrky (Amanita muscaria, Amanita ceciliae), holubinky (Russula cavipes), čirůvky (Tricholoma bufonium) nebo lišky (Cantarella spp.). Výzkumy zároveň ukázaly, že samotné jedle coby klimaxové, konkurenčně zdatné dřeviny nespoléhají pouze na úzký okruh hostitelsky specifických symbiotických hub, ale jsou v tomto směru spíše generalisty s širším výběrem možností.

### Ohrožení
V mnoha oblastech svého výskytu jsou jedle potlačovány necitlivým intenzivním lesním hospodařením a z porostů ustupují. Jako klimaxovým C-stratégům jim nesvědčí zejména pasečné způsoby hospodaření, odlesňování a jiné disturbance v hospodářských lesích, klimatické výkyvy (sucho, holomrazy), přezvěření a okus. Značné degradace doznaly jedlové porosty například ve Středomoří, kde byly vlivem intenzivní těžby a pastvy koz prakticky nahrazeny keřovými macchiemi a přežívají pouze v několika málo refugiích (jedle španělská, jedle sicilská). Stavy středoevropských populací jedle bělokoré se v průběhu 20. století dramaticky snížily v důsledku holosečných metod lesního hospodaření, klimatických změn, znečištění, kalamit škůdců a pravděpodobně i genetických příčin. Ke kriticky ohroženým druhům patří dle Červeného seznamu ohrožených druhů IUCN středomořská jedle numidská a sicilská a asijské Abies yuanbaoshanensis a Abies beshanzuensis.
Naopak řada druhů jedlí, především těch lesnicky významných, s areálem výskytu v lesích amerického západu a v asijskoamerické tajze, je hodnocena jako málo dotčená. Jedle ojíněná je dokonce v nižších polohách Kalifornie považována za agresivní druh, jehož potenciálnímu expanznímu šíření zabraňují pouze pravidelné lesní požáry.

## Rozšíření

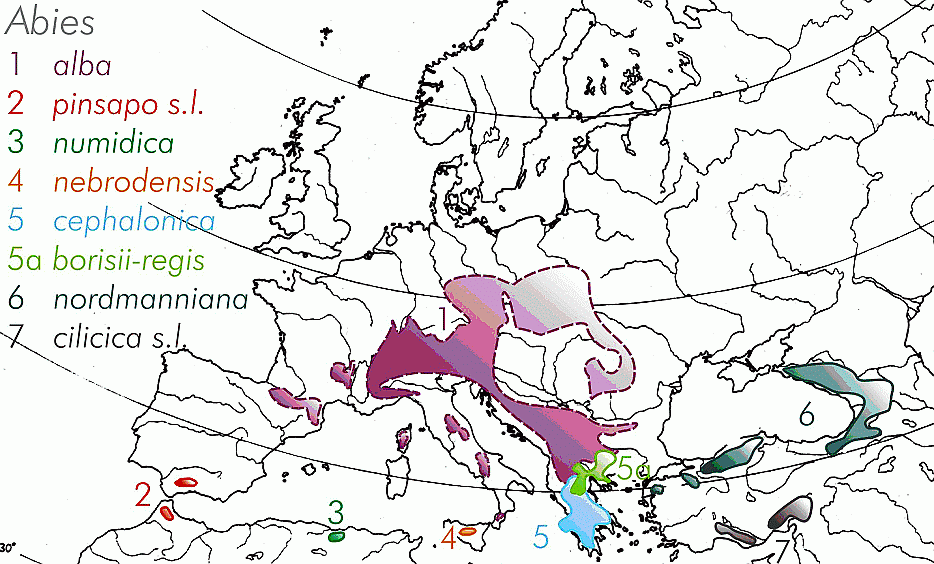
Areály jednotlivých druhů jedlí v Evropě a severní Africe
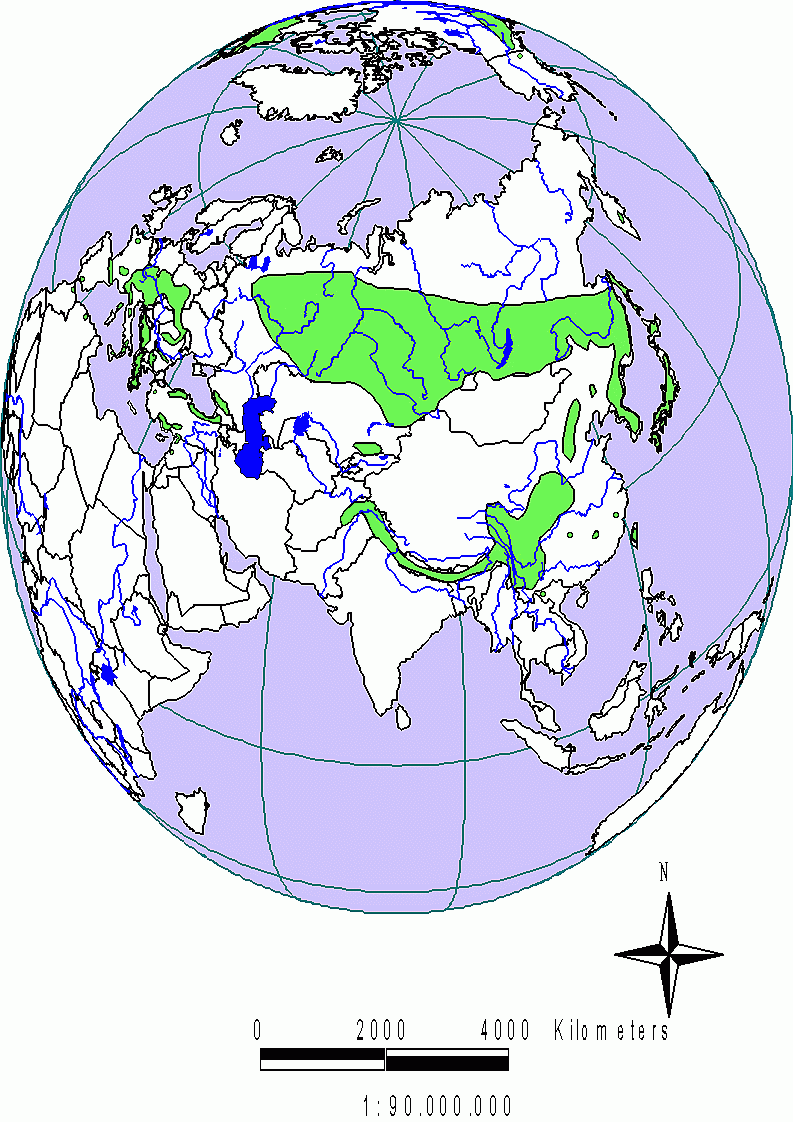
Areál jedle v Eurasii
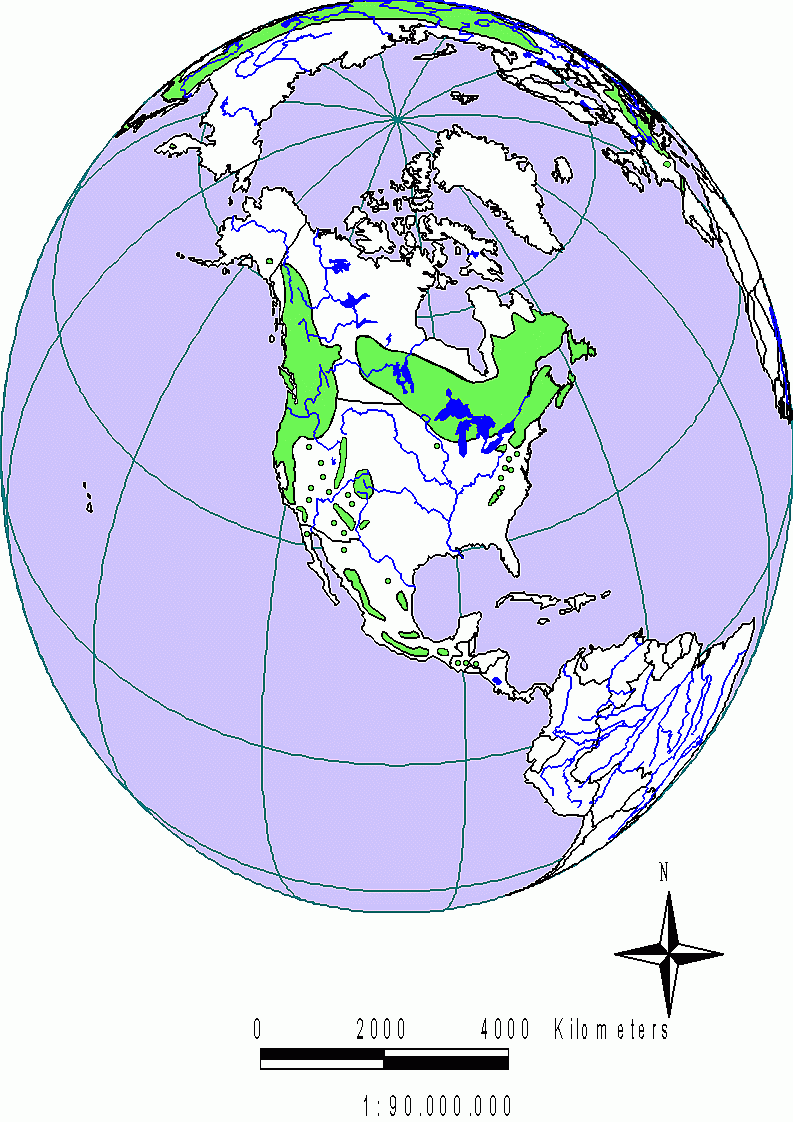
Areál jedle v Americe

V severských oblastech je převládajícím biomem jedle nížinná tajga, v nižších zeměpisných šířkách vystupují až do horských lesů značných nadmořských výšek, místy až k hranici lesa. Oblastí nejvyššího druhového bohatství jedle je oblast od Himálaje po jihovýchodní Čínu a západní část Severní Ameriky. Areál rozšíření determinují poměrně vyhraněné ekologické nároky většiny druhů.

### Evropa a Středomoří
Evropské jedle zaujímají v současné době v lesích spíše minoritní postavení, výrazněji zastoupena je jedle pouze ve švýcarských lesích. Původním druhem rozšířeným až do střední Evropy je jedle bělokorá, rostoucí typicky ve smíšených lesích středních a vyšších poloh ve společnosti buku lesního, ve vyšších polohách i smrku ztepilého; její největší expanze proběhla v době subboreálu až staršího subatlantiku. Na Balkánském poloostrově se vyskytuje jedle řecká, vytvářející čisté či smíšené porosty s kaštanovníky, borovicí černou či bukem východním. V prostoru překryvu jejího areálu s jedlí bělokorou vznikala řada kříženců, hodnocených někdy jako varianty, jindy jako samostatné druhy (např. jedle makedonská).
Ve Středomoří je endemitní jedle sicilská, rostoucí aktuálně v jediné populaci v pohoří Nebrodi na Sicílii, či jedle španělská v pohořích jižní Andalusie a severního Maroka, kde vytváří společenstva se stálezelenými duby, borovicemi a keři. Středomořské pobřeží Afriky obývají např. jedle numidská nebo marocká. Vytvářejí zpravidla háje společně s dubem portugalským, cedrem atlaským aj. Předpokládá se, že současné středomořské druhy se diferencovaly z původně jediného taxonu vlivem roztrhání areálu klimatickými vlivy, posuny souše a izolovaným vývojem pozůstalých arel v miocénu až pleistocénu. Na velikost jejich arel a početnost jedinců mělo značný vliv mj. odlesnění intenzivní těžbou a pastvou již od antických dob.

### Asie
V pohořích Malé Asie až po Kavkaz s oceaničtějším klimatem roste jedle kavkazská a její varianty či kříženci (např. Abies ×equi-troiani, Abies ×bornmuelleriana), vesměs zde vytváří společenstva smíšených lesů s orientálními buky a smrky, místy i monokultury. Na jihu Malé Asie rostoucí jedle cilicijská pak tvoří vysokohorské jehličnaté porosty převážně s cedry, borovicemi a jalovci.
V severské tajze má rozsáhlý areál zasahující až do boreální Evropy jedle sibiřská (Abies sibirica, druh s největším areálem rozšíření vůbec). Ve východní Asii jsou významnými regiony výskytu jedlí oblast od severního Afghánistánu přes Himálaj po centrální Čínu s největším počtem druhů vůbec (sekce Pseudopicea a Momi), dále Korejský poloostrov, Sachalin, Japonské souostroví a Tchaj-wan. Jedle zde spoluformují jehličnaté i smíšené lesy, jedle šupinatá (Abies squamata) v jihozápadní Číně a na Tibetské plošině dosahuje nadmořských výšek přes 4000 m, což je nejvíce ze všech druhů jedlí.

### Amerika
V Severní Americe jsou jedle co do druhové pestrosti a ekologického významu výrazně zastoupeny především v západní části kontinentu podél pacifického pobřeží od Aljašky přes Britskou Kolumbii, Oregon a Kalifornii po Mexiko a rovněž ve Skalistých horách (sekce Grandis, Nobilis, Oiamel), a to jednak ve vyšších horských polohách, jednak ve vlhčích, chladnějších údolích. Patří zde k významným lesotvorným dřevinám, vytvářejícím vícedruhové (místy i jednodruhové) porosty mj. s douglaskami, zeravy, jedlovci, borovicemi nebo smrky, v nižších polohách i s listnáči. Nejvíce na sever zasahuje areál jedle plstnatoplodé (Abies lasiocarpa).
V boreálních lesích od centrální Kanady přes oblast Velkých jezer až po atlantické pobřeží roste jedle balzámová (největší areál v Severní Americe), typicky ve společenstvech se smrky, břízami, topoly, v jižnější části areálu též s javory, borovicemi a buky, na bažinatých půdách i jako monokultura. Jižněji, v temperátních lesích východu Spojených států s vlhčím a chladnějším klimatem, se vyskytuje jedle Fraserova.

Nejjižněji jedle zasahují ve Střední Americe, a to až k horám Guatemaly (Abies guatemalensis).

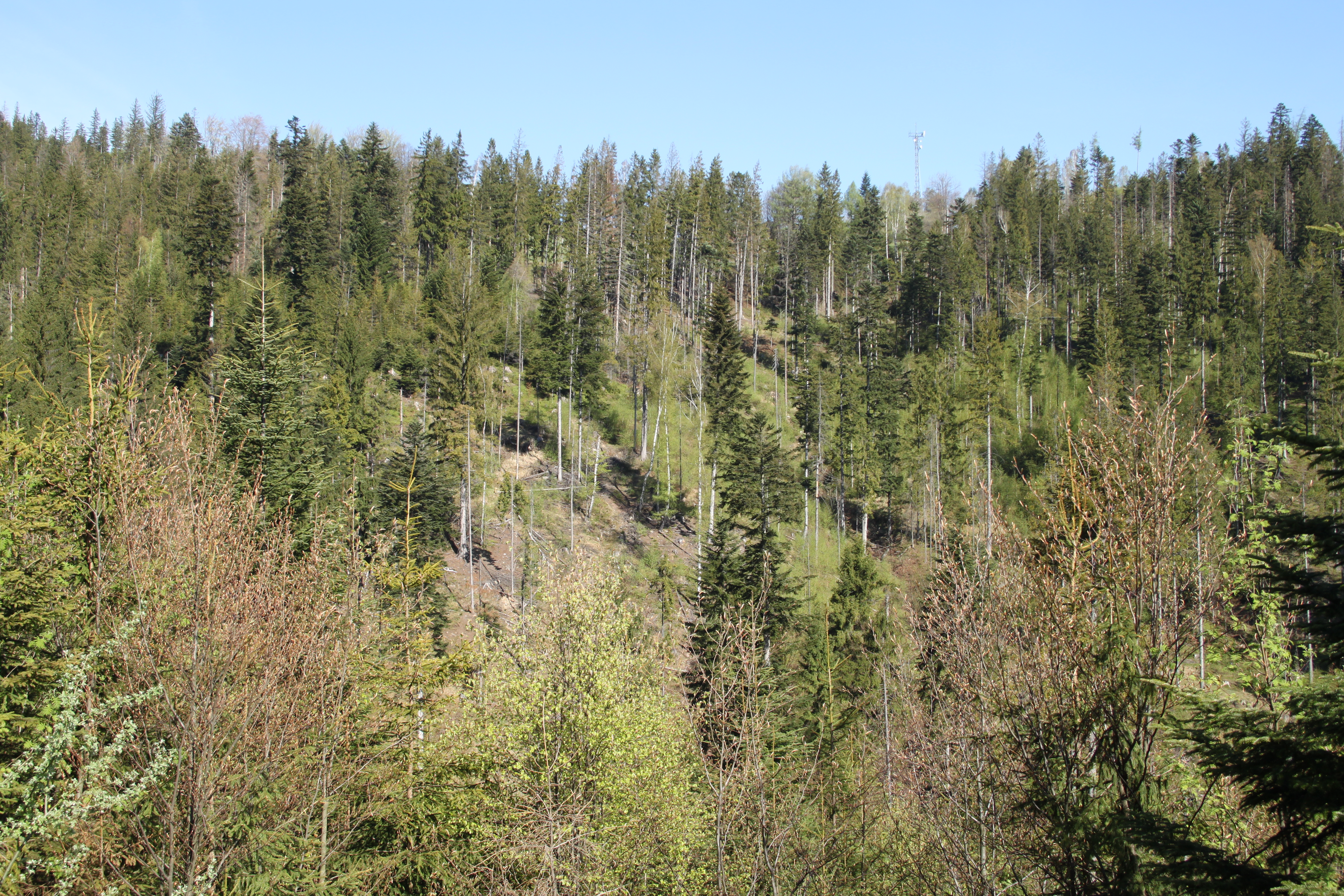
Smíšený středoevropský les s listnáči a jedlí bělokorou
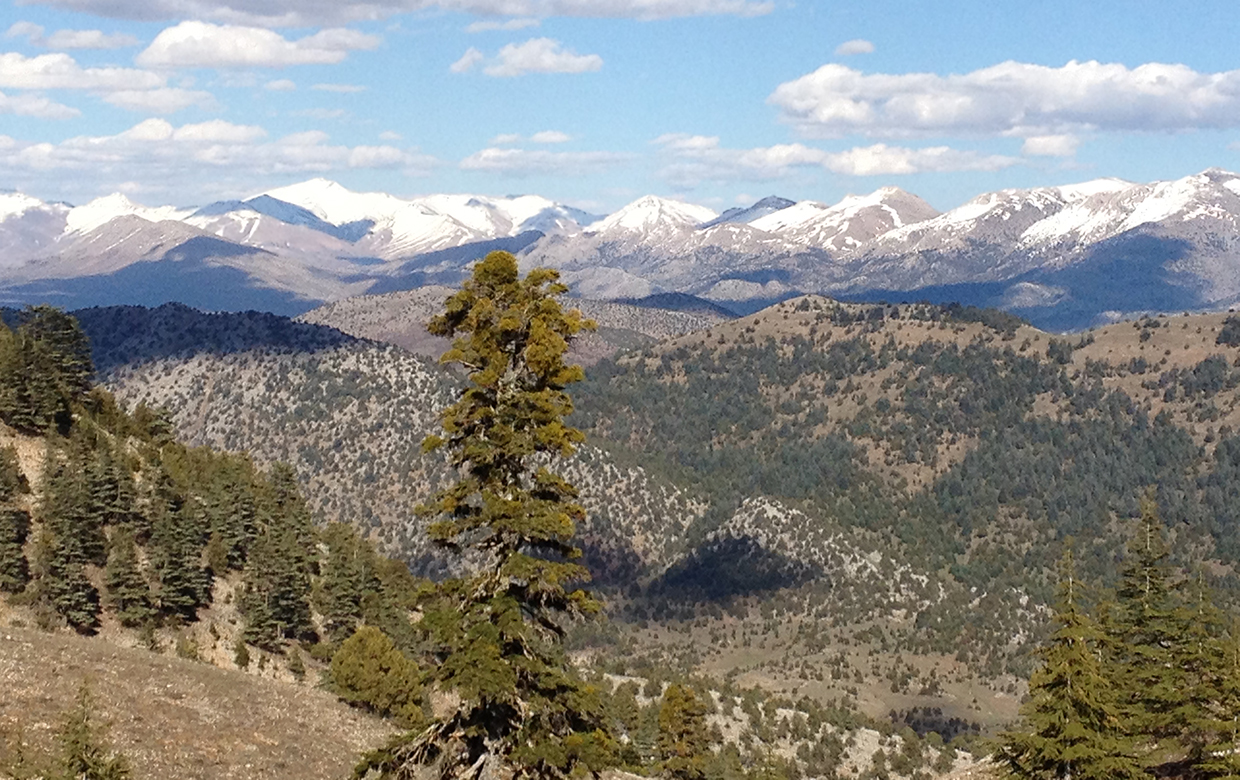
Porost jedle cilicijské v pohoří Malé Asie
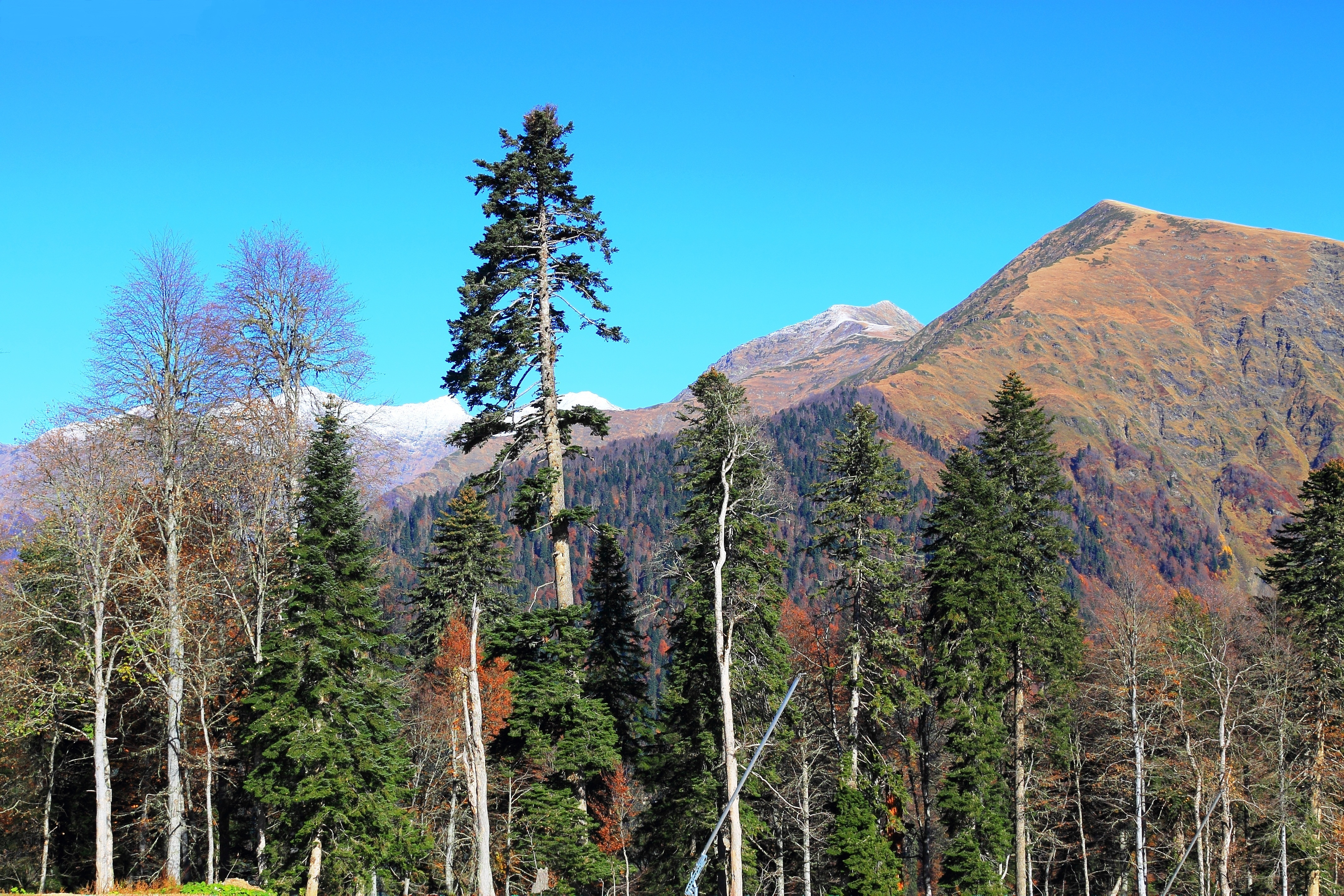
Jedlový les na Kavkaze
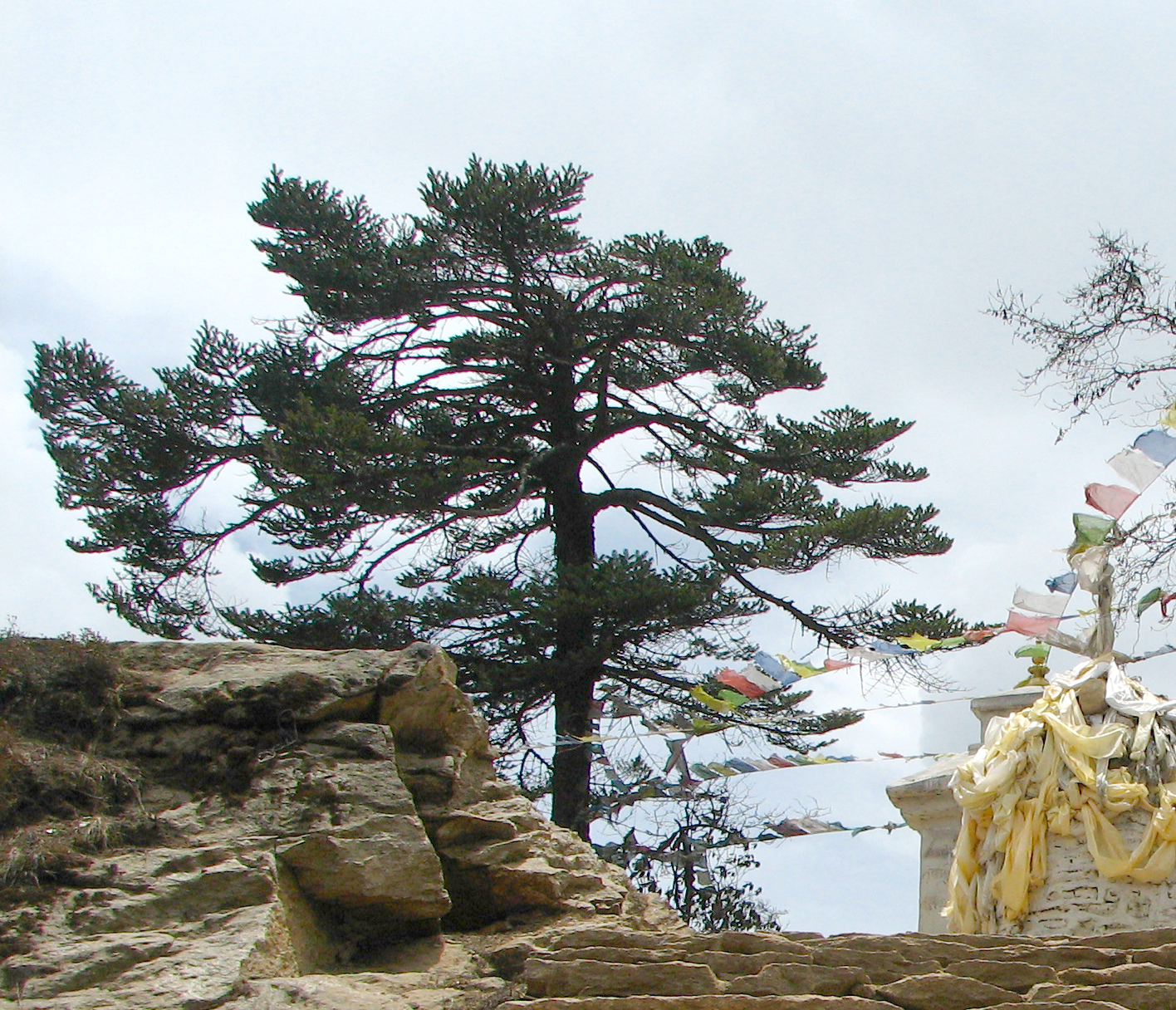
Jedle himálajská v Nepálu
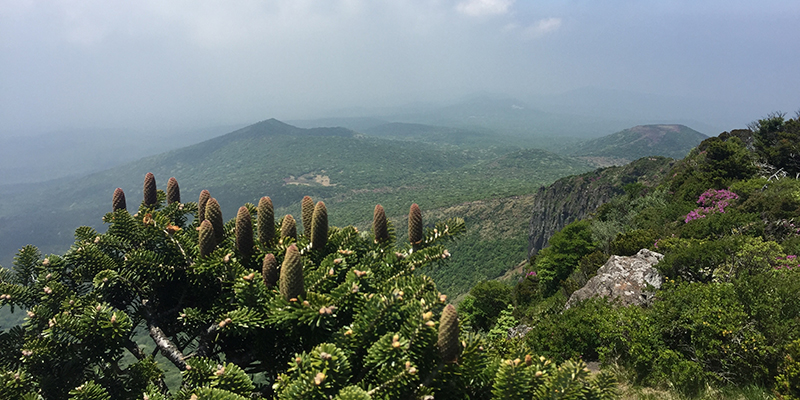
Jedle korejská ve své domovině
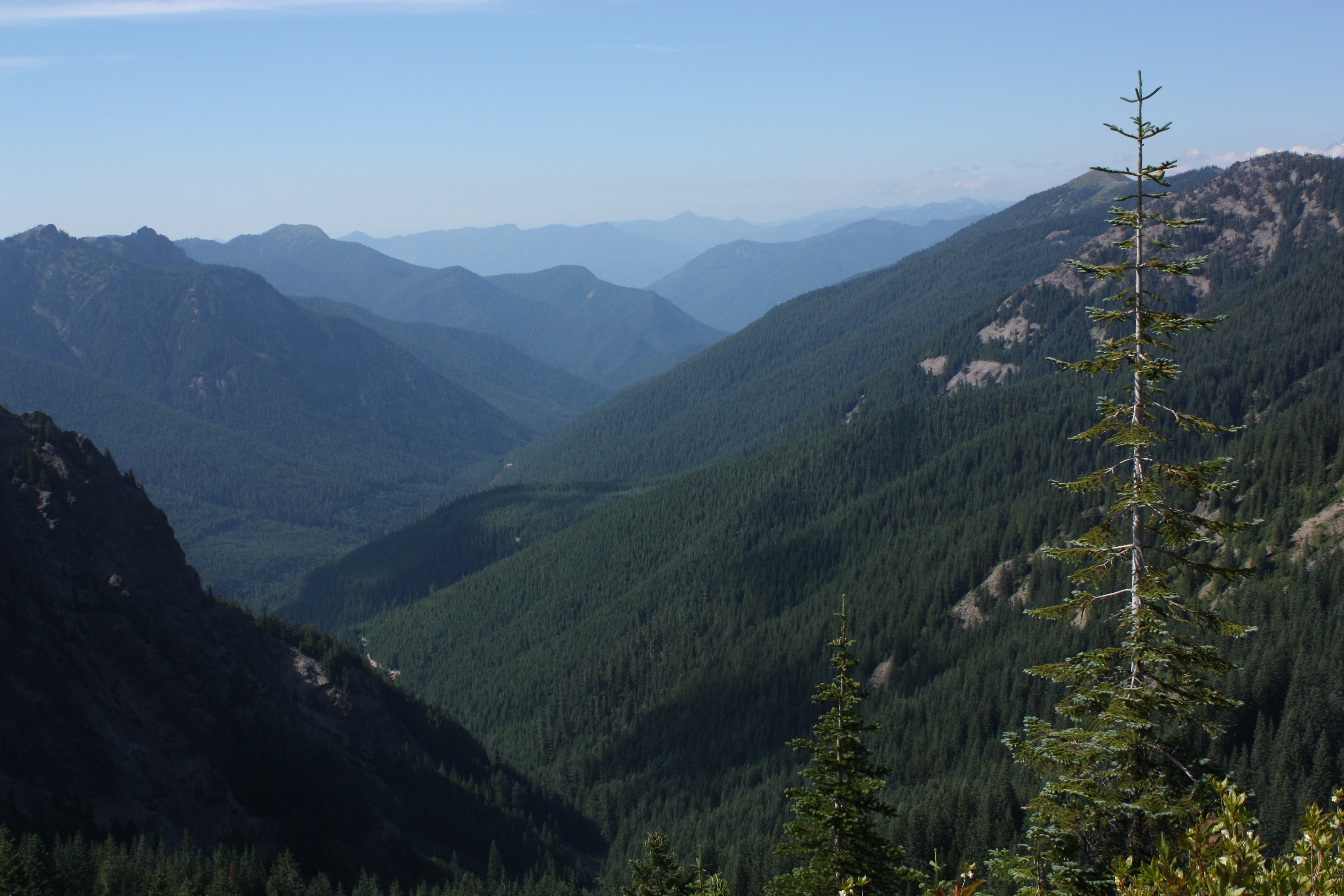
Jehličnaté lesy amerického západu s jedlí vznešenou
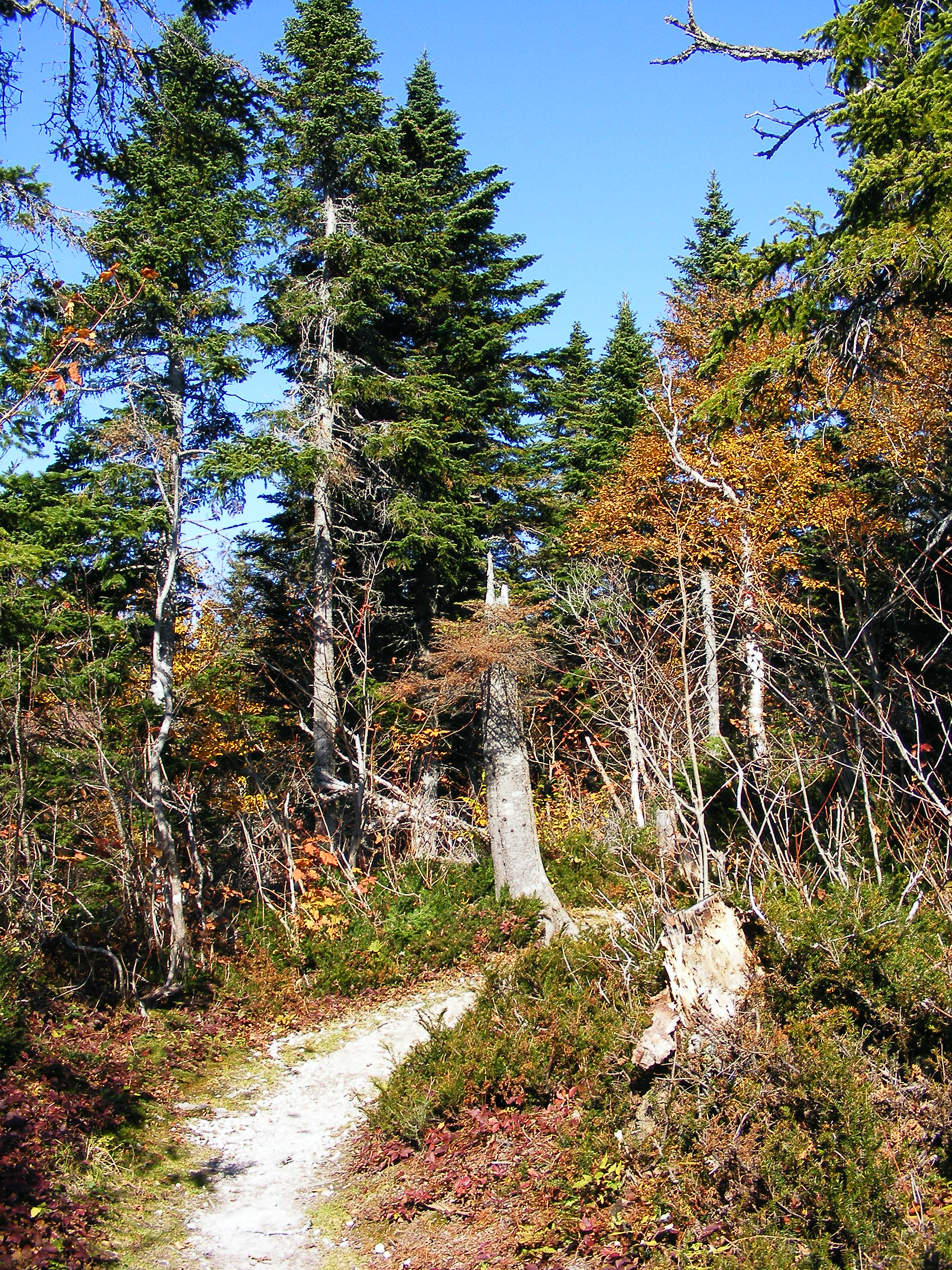
Severoamerický les s jedlí balzámovou

## Taxonomie a evoluce

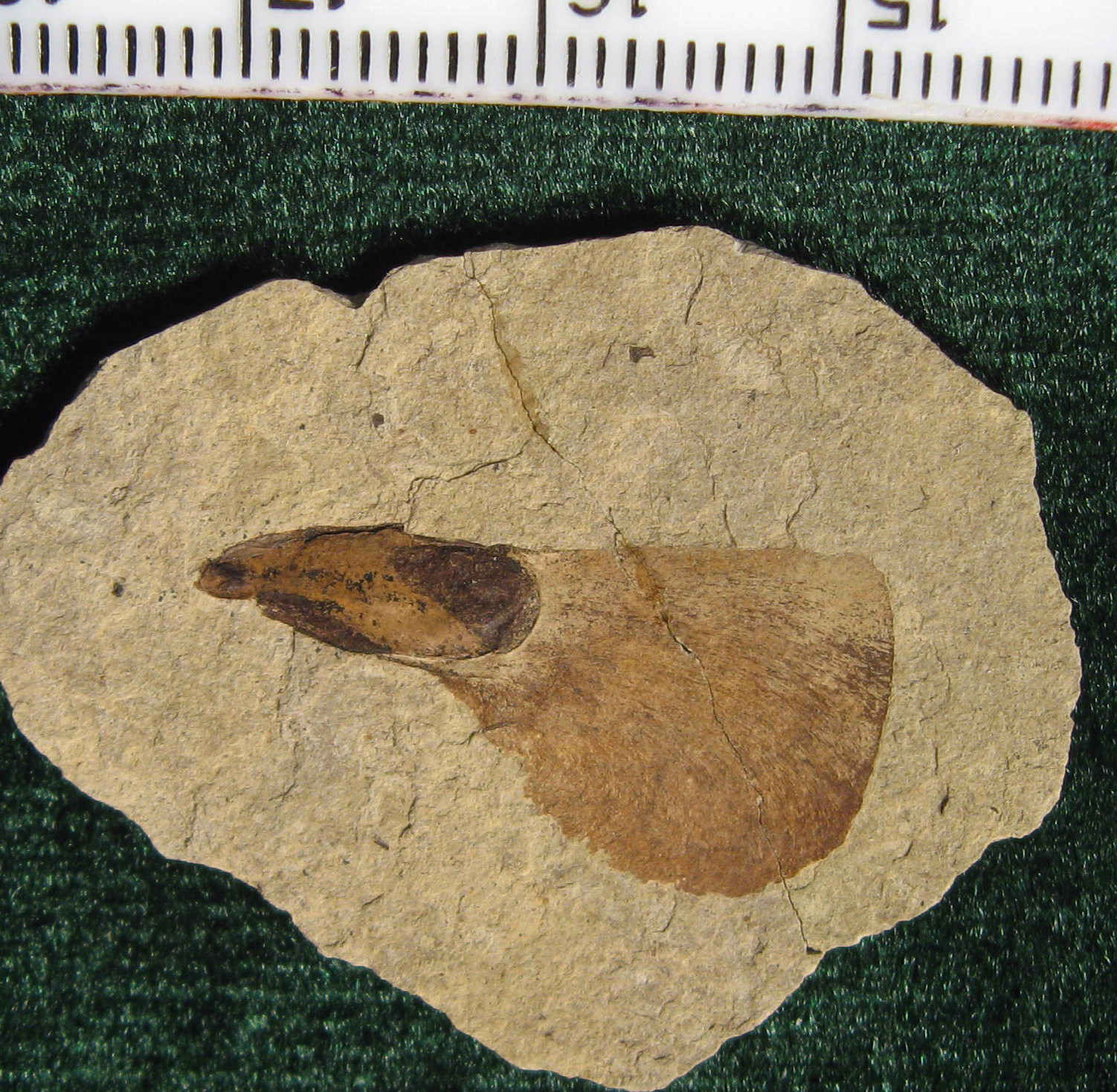
Fosilní semeno Abies milleri staré 49 milionů let

Název Abies byl poprvé použit v Pliniově Historii Naturalis z roku 77 po Kristu. Carl Linné ve svých Species Plantarum z roku 1753 oproti svým předchůdcům, např. Tournefortovi, sloučil tehdy známé jedle, modříny, borovice a smrky do jednoho širokého rodu Pinus. O rok později z něho však skotský botanik Philip Miller v díle Gardener’s Dictionary opět vydělil samostatné rody Abies a Larix. Nejstarší makrofosilie rodu pocházejí z období eocénu ze západu Severní Ameriky a východní Asie, palynologické nálezy ze Sibiře a Číny jsou však datovány už do období pozdní křídy.
V rámci čeledi Pinaceae patří jedle do podčeledi Abietoideae. Počátek vnitřní diverzifikace čeledi borovicovitých se odhaduje do období střední jury až spodní křídy, větev směřující k podčeledi Abietoideae se oddělila od ostatních jako první, zhruba před 200 miliony let. Geneticky nejbližším příbuzným rodem je Keteleeria, od níž se jedle oddělila v pozdní křídě, zhruba před 100 až 80 miliony let. Sesterskými rody je pár Pseudolarix a Tsuga. Rod Cedrus, často považovaný za blízce příbuzný jedlím, byl některými genetickými studiemi označen jako bazální klad celé čeledi borovicovitých, s nímž by podčeleď Abietoideae byla polyfyletická; o přesné struktuře čeledi a přesném postavení jejích kladů však doposud nepanuje úplná shoda.
Pojetí rodu bylo ve 20. a 21. století několikrát revidováno. Tangrui Liu ve své monografii z roku 1971 vymezuje 54 taxonů, z nichž pouze 39 přičítá status druhu; rod navíc rozděluje na dva podrody: Pseudotorreya obsahující jediný druh – jedli kalifornskou, a Abies zahrnující všechny ostatní taxony. Nizozemský botanik Aljos Farjon uvádí ve své Handbook of the World’s Conifers z roku 2010 48 druhů rozdělených do 10 sekcí, z nichž některé se rozpadají ještě na několik podsekcí; tuto klasifikaci viz níže.
Ruští biologové S. A. Semerikova a V. L. Semerikov ve studii z roku 2014 dělí rod na základě molekulární analýzy do šesti fylogenetických skupin, korespondujících zhruba s geografickou distribucí druhů. Do skupiny 1 řadí jedli kalifornskou (A. bracteata), do skupiny 2 jedli nádhernou (A. magnifica), přičemž zvolená metoda (zkoumání chloroplastové DNA) jim nedovolila s určitostí říct, který z obou těchto samostatných kladů označit jako bazální klad celého rodu. Další vývojovou větev a skupinu 3 tvoří západoamerické a středoamerické jedle; diferenciace těchto větví se datuje na rozhraní epoch oligocénu a miocénu, zhruba před 19–22 miliony let. Skupina 4 jsou evropské, středomořské a západoasijské jedle (sekce Abies a Piceaster), k oddělení této vývojové větve od asijsko-americké došlo asi v časném miocénu. V pozdním miocénu dochází rovněž k vydělení větve amerických boreálních jedlí (plstnatoplodá, balzámová, Fraserova, skupina 5). Do 6. skupiny autoři řadí vývojově nejmladší asijské jedle s velkým množstvím druhů, oddělené zhruba ve stejné době jako předchozí. Vnitřní diferenciace jednotlivých recentních druhů v rámci jednotlivých větví se odhadují do období pliocénu až pleistocénu.
Za prvotní vývojové centrum jedlí je považována západní část Severní Ameriky, vývojová centra v Eurasii jsou pravděpodobně až druhotná. V oblastech dotyku a překryvu areálů se vyskytují hybridy a přechodné typy vzniklé křížením, u nichž je přesné určení zpravidla obtížné, např. severoamerické jedle balzámová a Fraserova nebo obrovská a ojíněná; rovněž ve Středomoří vznikali introgresanti a hybridi v důsledku posunu areálů druhů a klimatických změn a jejich taxonomické postavení není zcela vyjasněno. Existují i uměle vytváření kříženci (jedle portugalská, A. ×insignis, A. ×vilmorini). Jednotlivé taxony rodu jsou si geneticky poměrně blízké a jejich speciace je tak pravděpodobně spíše důsledkem geografické izolace než fyziologických a genetických procesů.
Obvyklá ploidie rodu je 2n=24; přirozená polyploidie se vyskytuje zcela výjimečně. Uměle vytvoření polyploidi se ukázali jako neživotaschopní.

### Přehled sekcí a druhů

Habitus mladé jedle kavkazské (A. nordmanniana)

Zde použitá klasifikace vychází z výše zmíněného Farjonova pojetí. Uvedeny jsou i některé významnější varianty a hybridní taxony.
- Sekce Abies (střední, jižní a východní Evropa, jihozápadní Asie, Kavkaz)
  - Abies alba – jedle bělokorá
  - Abies borisii-regis – jedle makedonská
  - Abies cephalonica – jedle řecká
  - Abies cilicica – jedle cilicijská
  - Abies nebrodensis – jedle sicilská
  - Abies nordmanniana – jedle kavkazská
    - Abies ×equi-troiani – jedle trojská (doslova „trojského koně“), hodnocena buď jako varianta A. nordmanniana nebo jako její kříženec s A. cephalonica[37]
    - Abies ×bornmuelleriana – jedle Bornmüllerova, někdy hodnocena jen jako varianta A. nordmanniana
- Sekce Piceaster (jižní Španělsko, severozápadní Afrika)
  - Abies numidica – jedle numidská
  - Abies pinsapo s. l. – jedle španělská, z ní se někdy vyděluje jako samostatný druh Abies marocana (jedle marocká)
- Sekce Amabilis (hory při pobřeží Pacifiku v Severní Americe a Japonsku s dostatkem srážek)
  - Abies amabilis – jedle líbezná
  - Abies mariesii – jedle MariesovaPlodící jedle španělská (A. pinsapo) s typickým postavením jehlic kolem celé větvičky

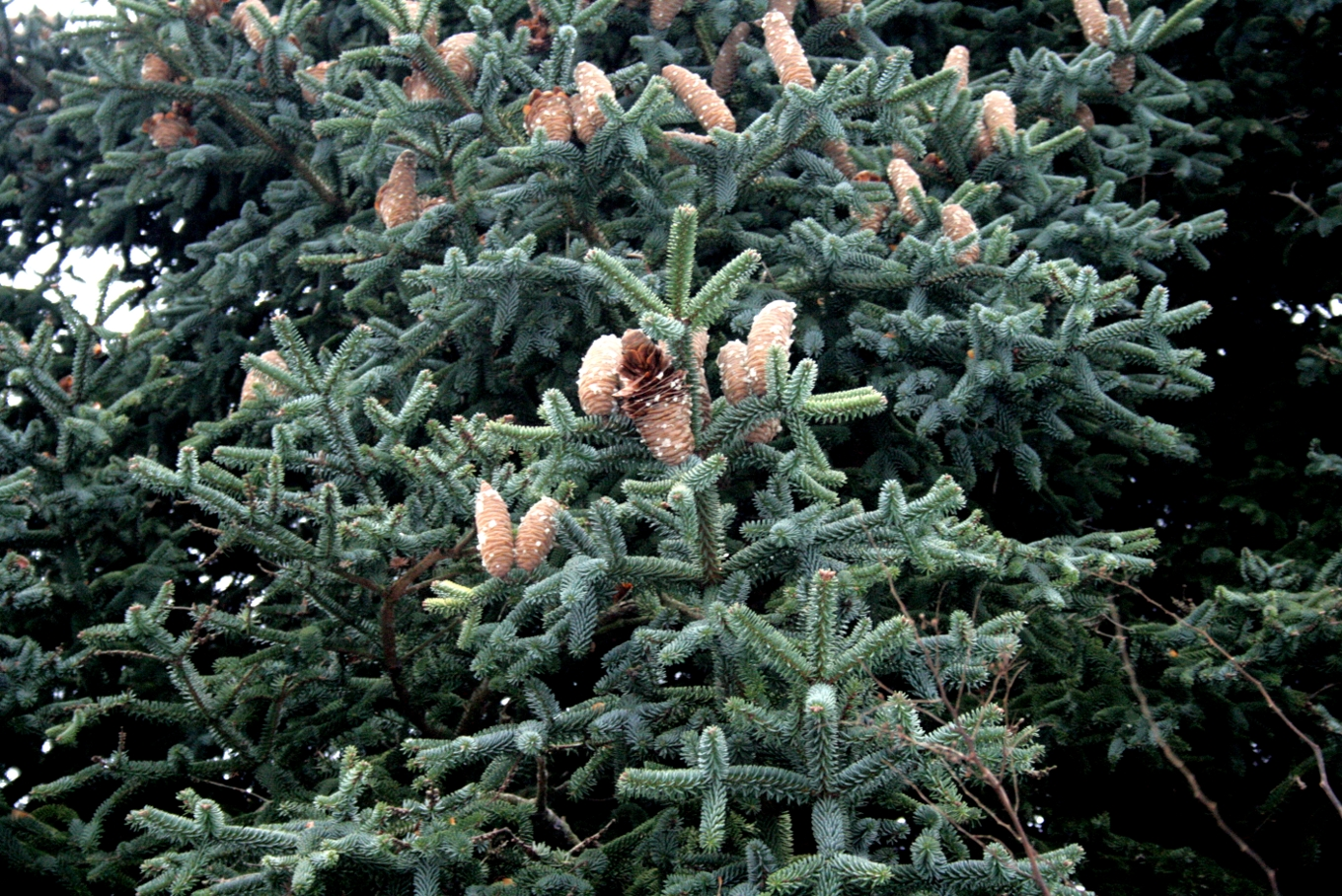
Plodící jedle španělská (A. pinsapo) s typickým postavením jehlic kolem celé větvičky

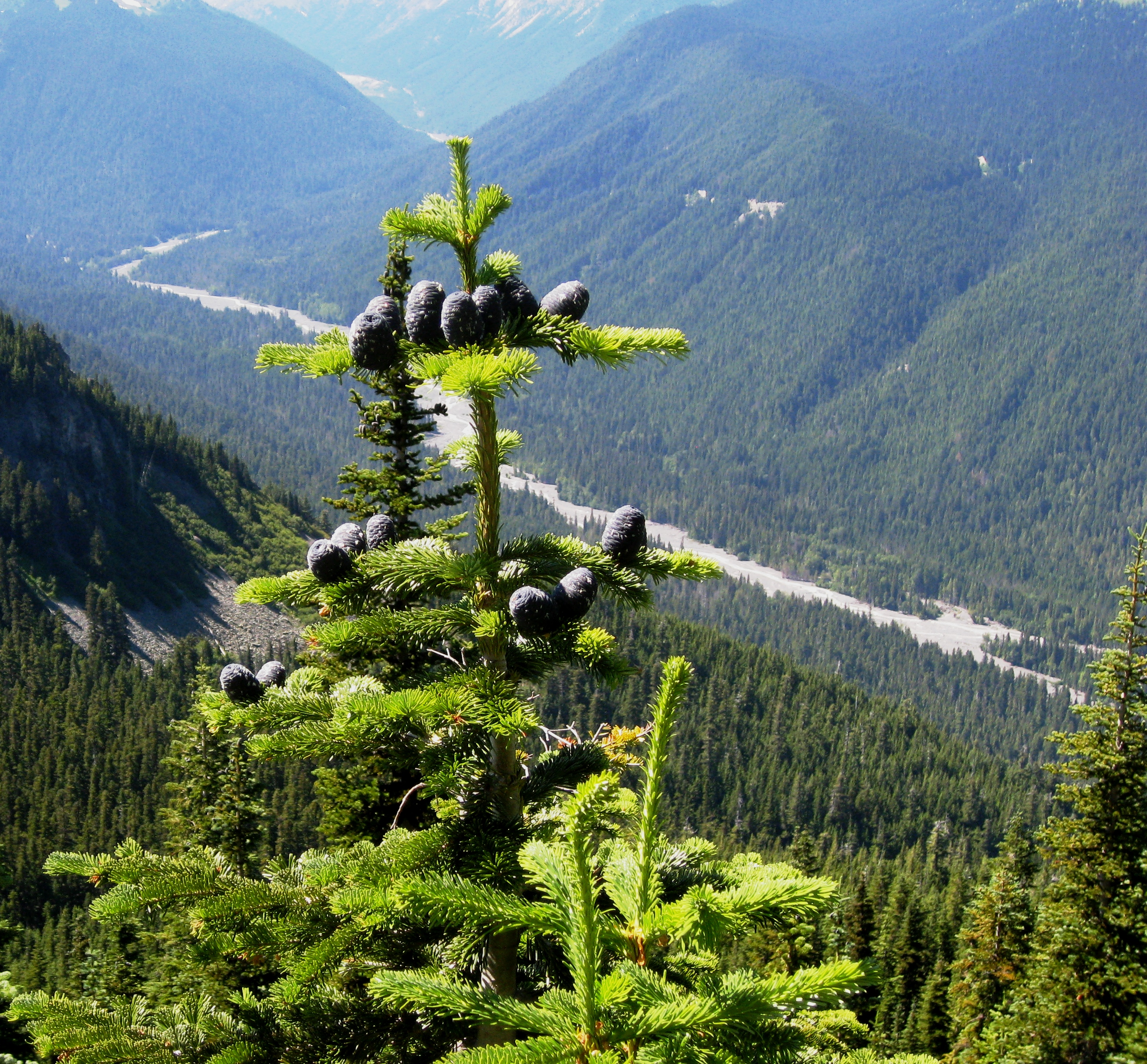
Jedle líbezná (A. amabilis) – vrchol se šiškami

- Sekce Grandis (západ Severní Ameriky, Mexiko, Guatemala a Salvador – na severu v nížinách, v jižní části areálu ve středních výškách)
  - Abies grandis – jedle obrovská
    - Abies grandis var. idahoensis – varianta či poddruh vytvářející někdy přechodné formy introgresí s A. concolor var. lowiana; takoví kříženci jsou zváni podle rodičovských taxonů Abies ×grandicolor[38]

  - Abies concolor – jedle ojíněná
    - Abies concolor var. lowiana – jedle Lowova

  - Abies durangensis
  - Abies flinckii
  - Abies guatemalensis
- Sekce Bracteata (Kalifornské pobřeží)
  - Abies bracteata – jedle kalifornská
- Sekce Nobilis (západ USA, vysoké výšky)
  - Abies procera – jedle vznešená
  - Abies magnifica – jedle nádherná
    - Abies × shastensis – kříženec výše uvedených na překryvu jejich areálů, jižní Oregon, severní Kalifornie[39]
- Sekce Oiamel (Mexiko, Guatemala, vysoké hory)Jedle nádherná (A. magnifica)
  - Abies religiosa – jedle posvátná
  - Abies vejarii
  - Abies hickelii
  - Abies hidalgensis

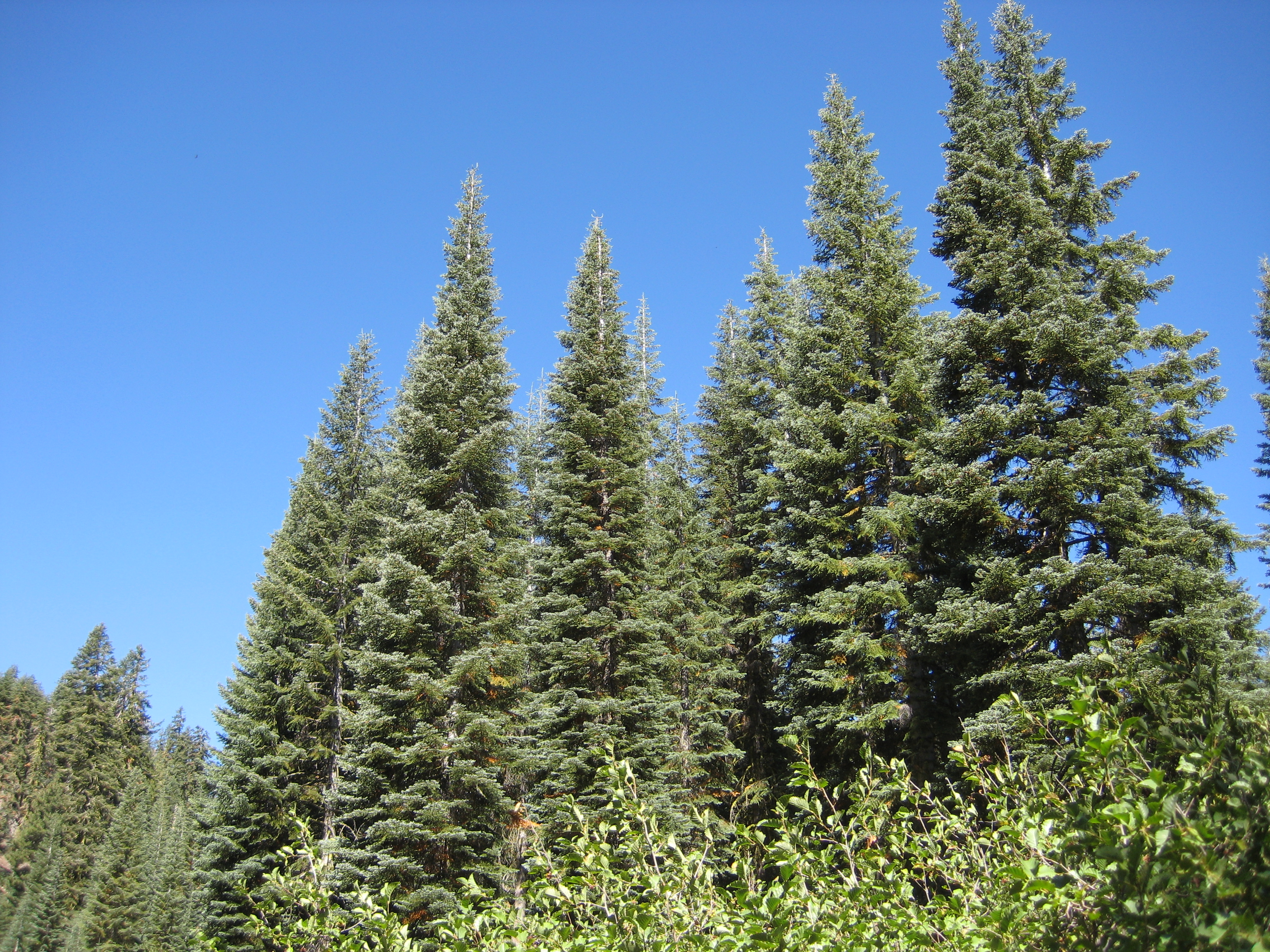
Jedle nádherná (A. magnifica)

- Sekce Balsamea (Severní Amerika a východní Asie, zejména severský les a vysoké hory na jih od něj)
  - Abies balsamea – jedle balzámová
    - Abies ×phanerolepis – kříženec jedle balzámové a Fraserovy

  - Abies fraseri – jedle FraserovaJedle sibiřská (A. sibirica)
  - Abies koreana – jedle korejská

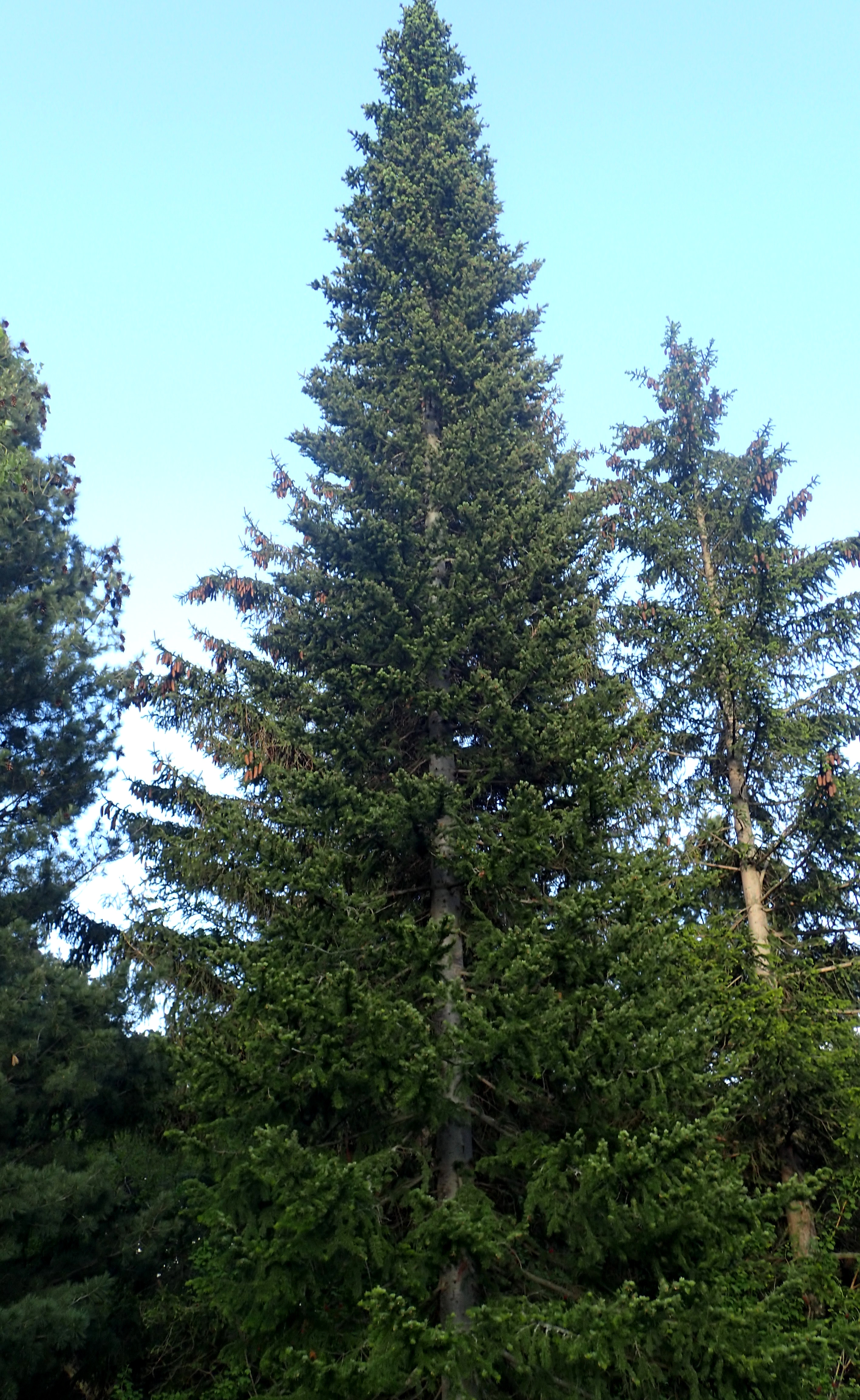
Jedle sibiřská (A. sibirica)

  - Abies lasiocarpa – jedle plstnatoplodá
    - Abies lasiocarpa var. arizonica – jedle arizonská

  - Abies nephrolepis – jedle mandžuská
  - Abies sachalinensis – jedle sachalinská
  - Abies sibirica – jedle sibiřská
  - Abies veitchii – jedle Veitchova
    - Abies ×arnoldii – kříženec A. koreana a A. veitchii, pěstovaný v botanických zahradách
- Sekce Momi (střední a východní Asie, Himálaje, obvykle od nízkých po střední výšky)
  - Abies beshanzuensis (kriticky ohrožený druh)
  - Abies chensiensis – jedle šensijská
  - Abies firma – jedle japonskáJedle balzámová

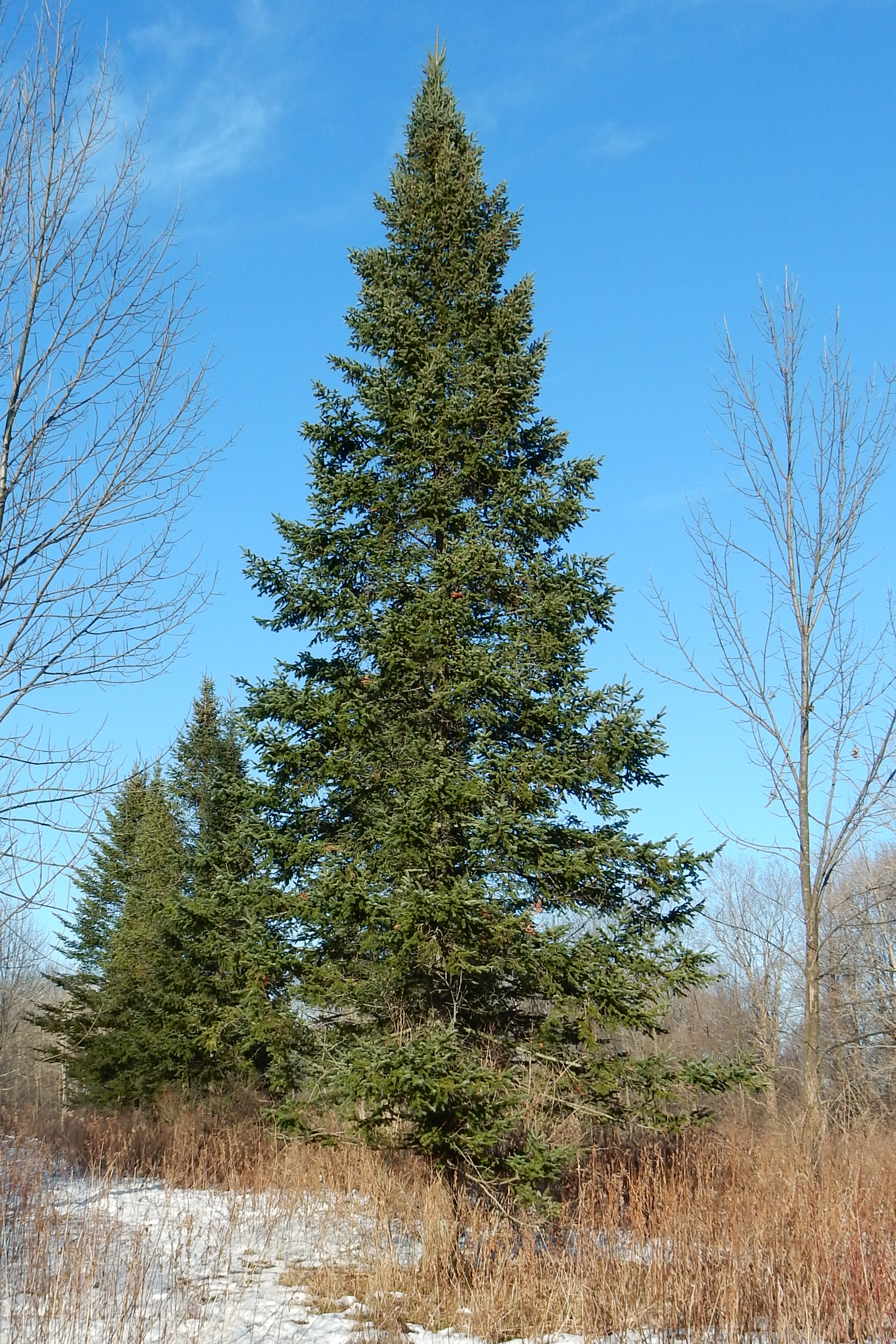
Jedle balzámová

  - Abies holophylla – jedle jehlicovitá
  - Abies homolepis – jedle nikkoská (též jedle nikko)
  - Abies kawakamii – jedle Kawakamiova
  - Abies pindrow
  - Abies recurvata – jedle křivolistá
  - Abies ziyuanensis
- Sekce Pseudopicea (od severního Afghánistánu přes Indii po Čínu a Vietnam, hory)
  - Abies delavayi – jedle Delavayova
  - Abies densa
  - Abies fabri
  - Abies fanjingshanensis
  - Abies fargesii – jedle Fargesiho
  - Abies forrestii – jedle Forrestova
  - Abies spectabilis – jedle himálajská
  - Abies squamata – jedle šupinatá
  - Abies yuanbaoshanensis[40][41]

## Význam a využití

### Dřevo

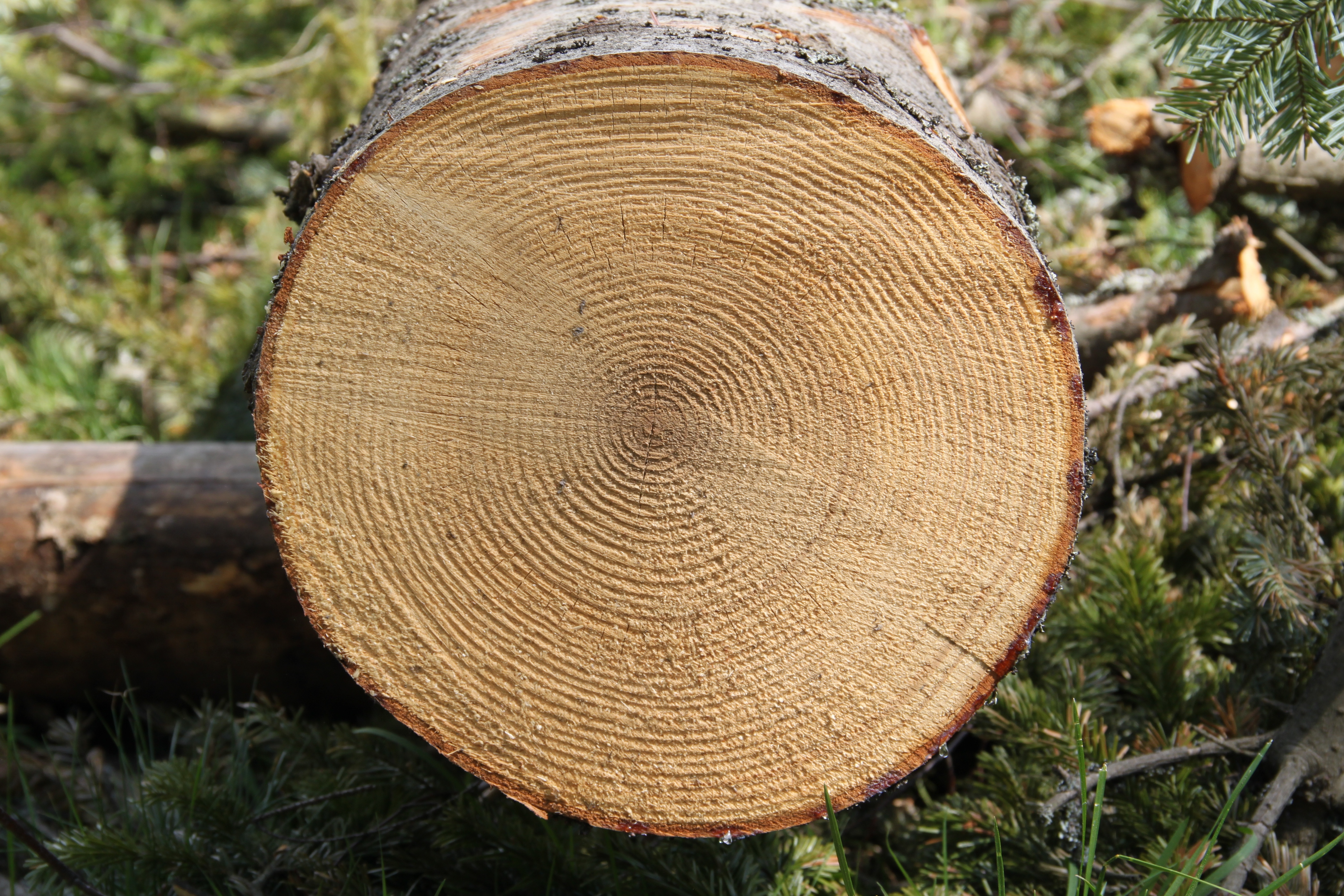
Příčný řez kmenem jedle bělokoré

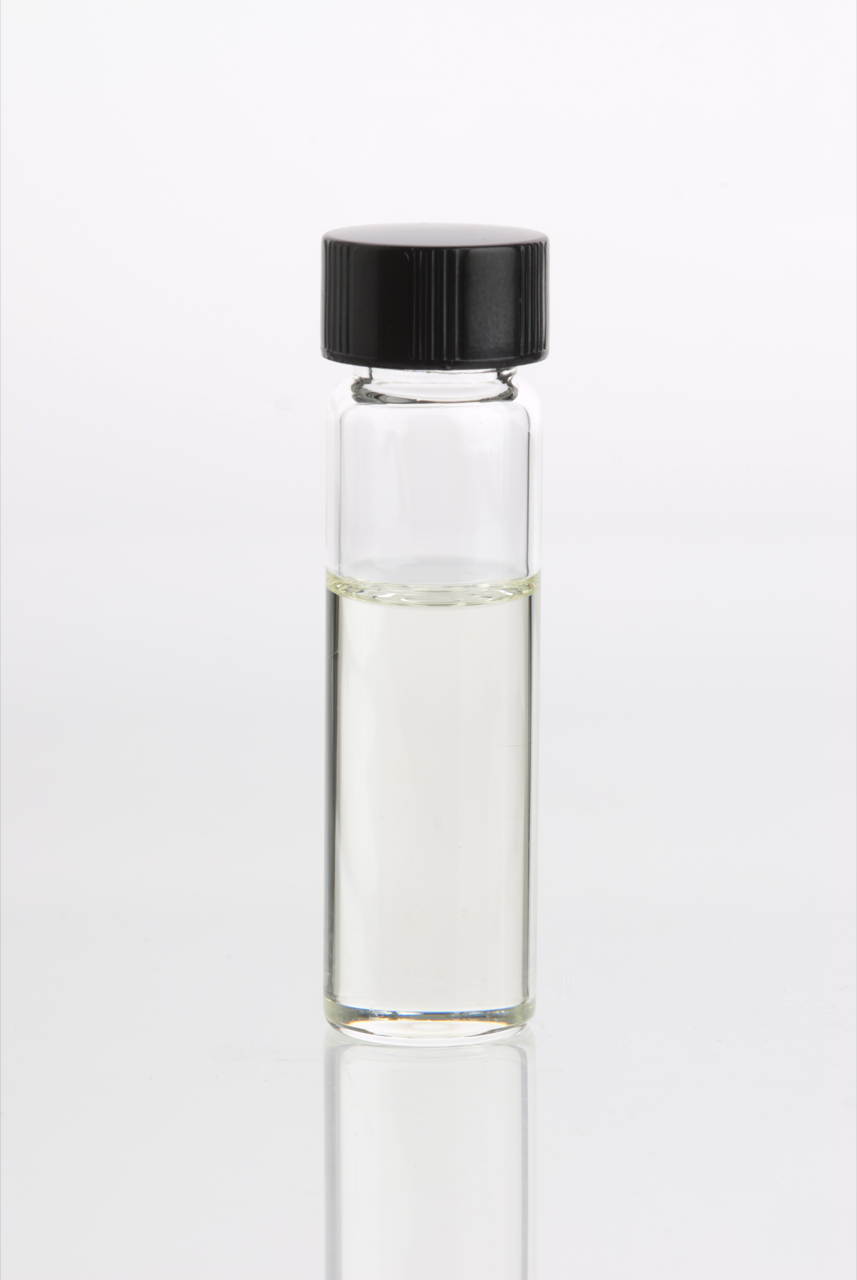
Lahvička čirého esenciálního oleje jedle balzámové

Jedlové dřevo je obecně podobné dřevu smrku, je ale světlejší a méně lesklé, předčí jej ovšem co do pravidelnosti růstu. Nachází i podobné využití jako smrk, je nicméně vesměs hůře oceňované. Jádrové dřevo není (minimálně po vyschnutí) odlišeno od světlejšího bělového. Na rozdíl od smrku či borovice neobsahuje pryskyřici vzhledem k tomu, že nemá pryskyřičné kanálky. Jeho suky též méně vypadávají. Má poměrně nízkou hustotu, která v rámci rodu osciluje kolem 450 kg/m³; americká Wood Database uvádí nejméně u jedle balzámové (Abies balsamea, 400 kg/m³), nejvíce u jedle plstnatoplodé (Abies lasiocarpa, 530 kg/m³); konkrétní čísla se ale u různých zdrojů liší. Jedlové dřevo je každopádně poměrně lehké, ohebné a pružné, ovšem méně odolné v tahu i tlaku (dosahuje v porovnání o něco horších hodnot než srovnatelné dřevo smrkové). Patří mezi měkká až velmi měkká dřeva. Je snadno opracovatelné i štípatelné, není však příliš trvanlivé (pod vodou více než na vzduchu) a špatně odolává hmyzím rozkladačům. Časem šediví až černá. Poskytuje kvalitní celulózu. Mezi druhy hojně využívané v dřevařském a papírenském průmyslu patří jedle bělokorá, jedle sibiřská nebo americké jedle obrovská a vznešená; dřevo nejkvalitnějších parametrů poskytuje právě jedle vznešená (Abies procera).

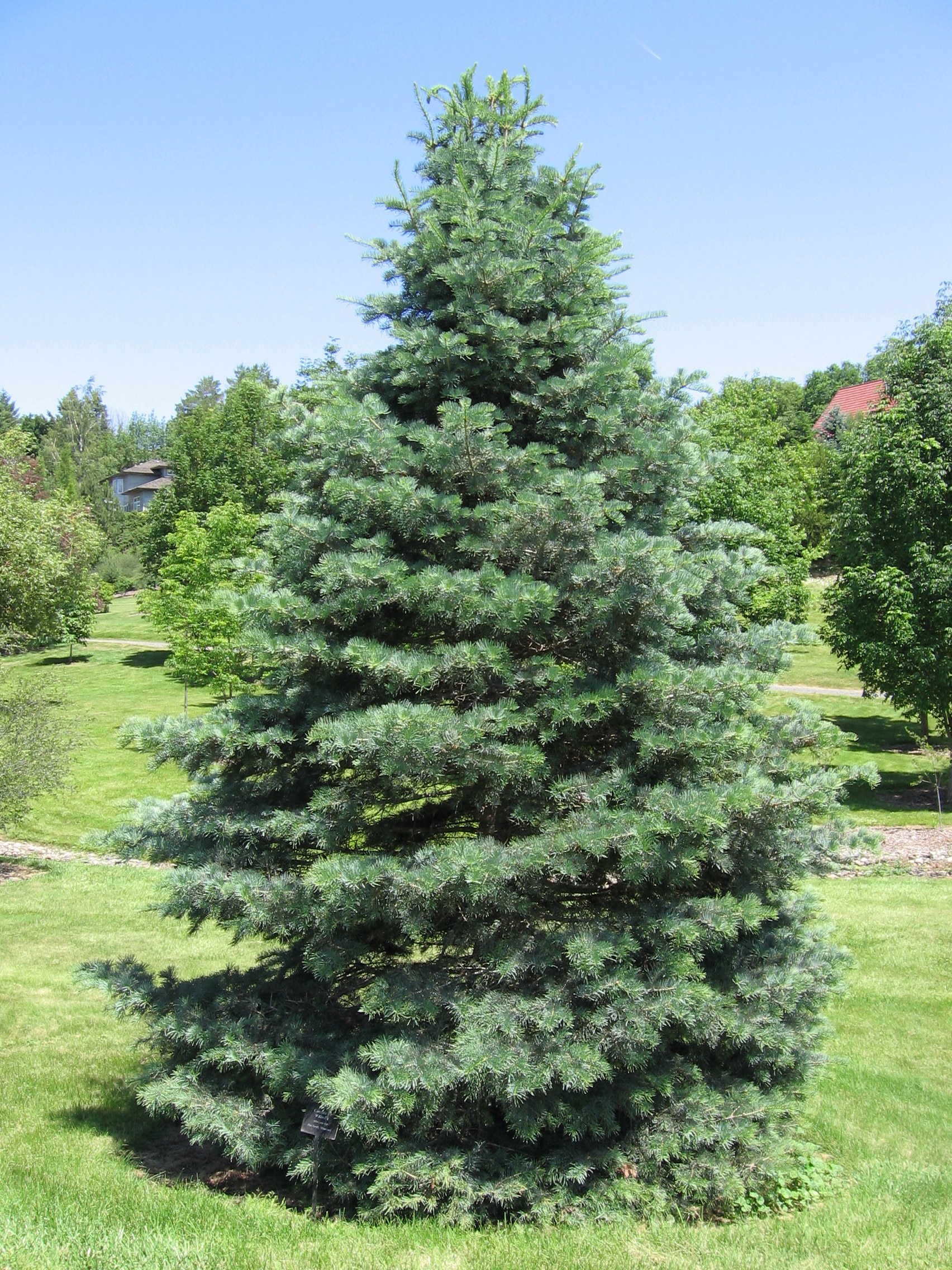
Stříbrný vzhled jedle ojíněné (A. concolor) v parku

Využívá se především na rámy, překližky, obaly a dýhy, ale i jako stavební dřevo. V hornictví se jedlové dřevo používalo v dolech jako výztuže pro jeho schopnost „varovat“ svým zvukem před závaly. Bylo též materiálem pro výrobu šindelů a ve středověku se využívalo v řezbářství, před masovým rozšířením smrku též na stavby krovů. Horské jedle bělokoré s úzkými letokruhy jsou někdy těženy pro rezonanční dřevo na výrobu hudebních nástrojů, oproti smrku však mají horší vlastnosti (nerovnoměrné vysychání, slabší estetická kvalita daná tendencemi dřeva časem tmavnout); využitelné jsou na rezonanční desky s nižší zvukovou frekvencí. Vhodnější než jedle bělokorá je pro tento účel jedle kavkazská (Abies nordmanniana). Z vysokých rovných kmenů jedlí se od antických dob dělaly lodní stěžně.

### Pryskyřice
Z pryskyřice jedle balzámové (A. balsamea), bohaté na terpeny, se sběrem z pryskyřičných puchýřků na kůře mladých stromů získává takzvaný Kanadský balzám (zvaný též Štrasburský terpentýn). Do nástupu syntetických materiálů se výrazně uplatňoval v optice jako fixační látka do mikroskopických preparátů a čoček i jako přísada do laků a barev. Využívá se též při výrobě léčiv jako součást mastí proti revmatu a artróze; má vynikající hojivé účinky, v minulosti se užíval k ošetřování pohmožděnin a výronů.
Pryskyřici jedle obrovské (A. grandis) využíval indiánský kmen Sališů na západě Kanady na vymazávání a impregnaci lodí, pádel a jiných dřevěných výrobků. Smísena s dalšími přísadami byla součástí léčivých mastí při kožních problémech, poraněních a pohmožděninách. Jako tradiční léčivý prostředek pro zmírňování neuralgických potíží je v asijské medicíně využívána pryskyřice jedle himálajské (A. spectabilis) smísená s růžovým olejem.

### Esenciální oleje
Jedlové jehličí bylo odedávna využíváno jako zdroj aromatických esenciálních olejů. Z účinných látek obsahuje silice a různé terpeny (pineny, limonen, kamfen a další). Pro své dezinfekční, antiseptické účinky a příjemnou vůni je využíváno na výrobu prostředků k aromaterapii, při nemocech dýchacích cest, jako expektorans při kašli a zahlenění, jako hojivý přípravek při revmatismu a poruchách prokrvení, jako přísada do koupelí, stejně jako k celkovému zklidnění při stresu a nervozitě. Jedlové jehličí bylo některými indiánskými kmeny páleno jako vonné rituální vykuřovadlo. Jehličím jedle balzámové se vycpávaly polštáře pro lepší spánek; v Nové Anglii jsou takto vycpávané polštáře stále ještě prodávány jako turistický artikl; silice stejného druhu se užívají k výrobě osvěžovačů vzduchu a přírodních dezinfekčních prostředků.
Z čerstvých výhonků jedle sibiřské se vyrábějí přípravky proti kašli a bronchitidě, destilovaný olej byl používán též k ošetřování ran. Její výhonky obsahují vedle silic a vosků i vitamíny A, B a C a jsou hojně sbírány, konzumovány a prodávány. Esence z jehličí jedle bělokoré se v Evropě přidávaly do kolínských vod, esence asijské jedle Abies pindrow zase do aromatických mýdel, deodorantů a inhalačních prostředků.

### Okrasné dřeviny

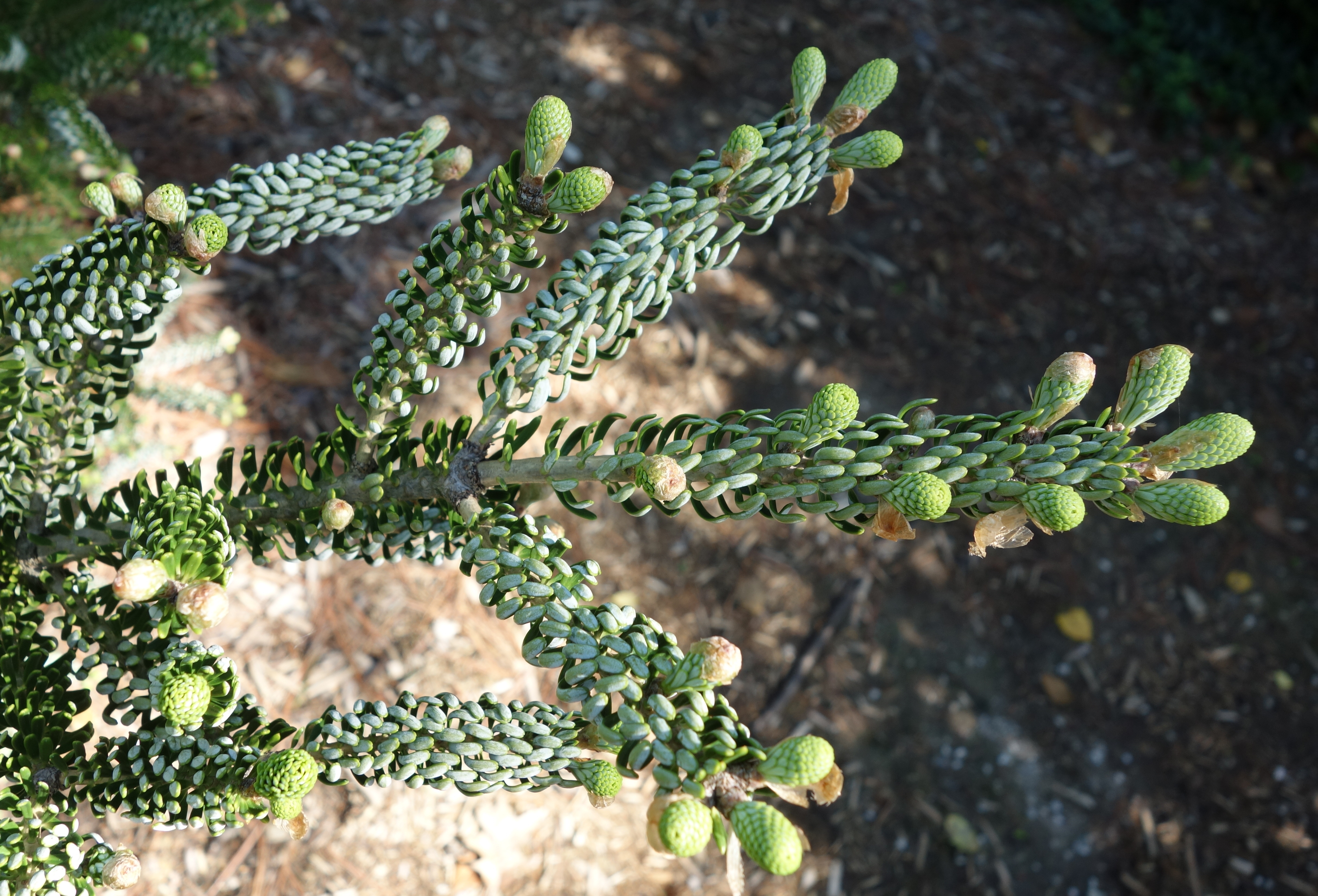
Netypické jehličí jedle korejské v kultivaru 'Silberlocke'

Řada druhů jedlí patří mezi atraktivní okrasné dřeviny. Uplatňují se zejména jako výrazné solitéry v rozsáhlejších parkových a krajinářských úpravách (jedle vznešená, jedle kavkazská, jedle korejská, jedle ojíněná, jedle obrovská) díky impozantnímu vzrůstu, elegantnímu vzhledu a hustému zavětvení, které je ovšem zpravidla řidší než u podobně využitelného smrku. Lze je využít i pro vytváření tmavších kulis pro předsadby jiných, např. kvetoucích rostlin, nebo v řidších, rozvolněných skupinách. Méně se pro sadovnickou výsadbu hodí např. jedle bělokorá z důvodu zpravidla řidšího zavětvení a do plochy uspořádaného, a tím opticky méně výrazného olistění.
Kromě typicky temně zelené barvy může jehličí variovat v odstínech od leskle světle zelené (jedle sachalinská) přes nasivělou a stříbřitou (jedle ojíněná, jedle španělská, kultivary různých druhů typu 'Glauca' či 'Argentea') až po žlutozelenou (kultivary 'Aurea' mnoha druhů) a bělavě zelenou (varianty 'Variegata', resp. 'Albicans'). Pro menší prostory byly vyšlechtěny i kultivary keřovitého či přímo plazivého vzrůstu (u mnoha druhů kultivary typu 'Prostrata', 'Compacta', 'Tortuosa' nebo 'Nana'), pro smuteční výsadbu pak kultivary převislé ('Pendula', několik druhů).

### Vánoční stromky

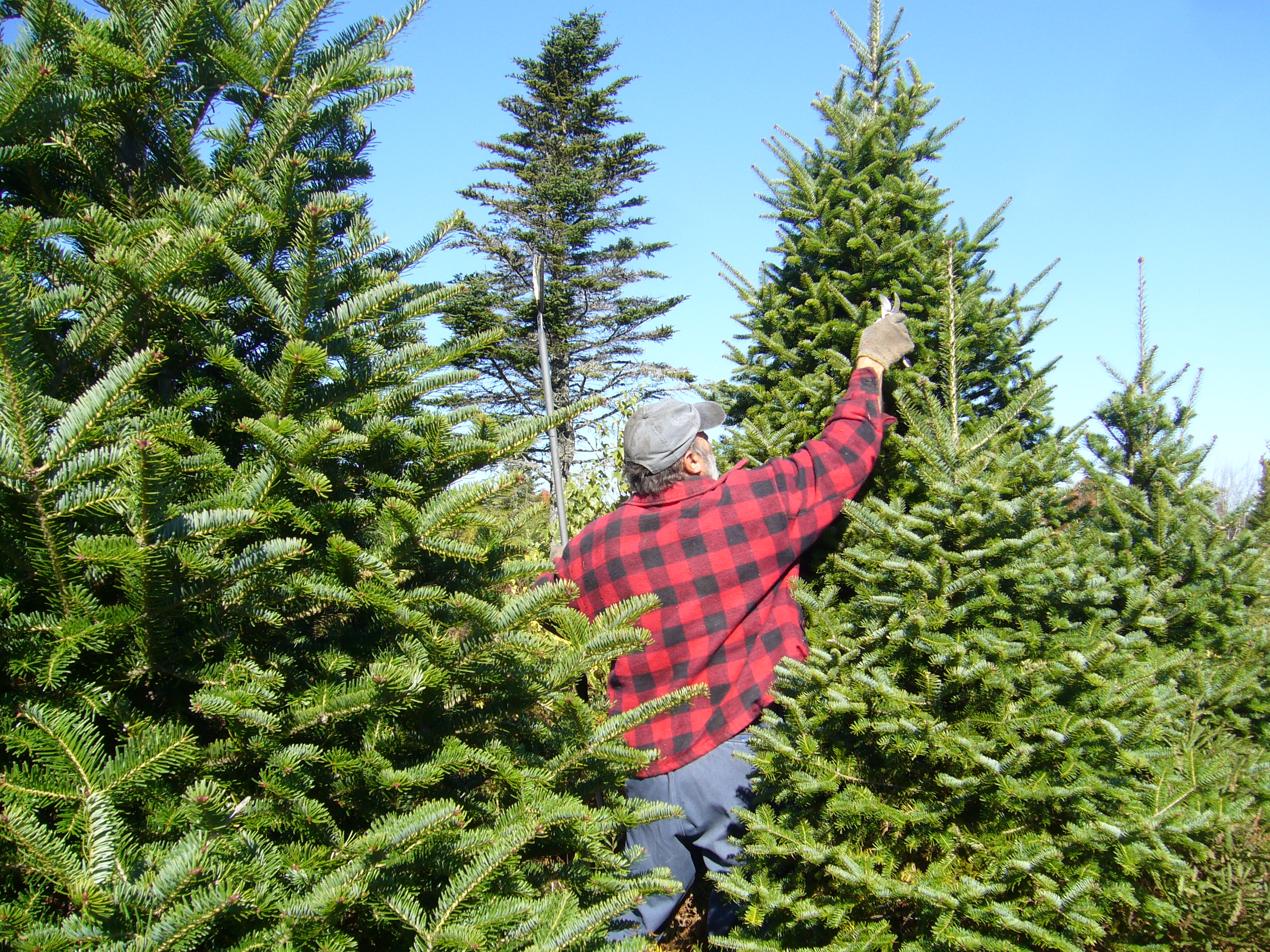
Pěstování vánočních jedlí balzámových v Novém Skotsku

Mladé jedle jsou oblíbené jako vánoční stromky díky atraktivnímu vzhledu, pravidelnému vzrůstu, pevnějším větvím a aromatickému jehličí, které vydrží bez opadání déle než u jiných stromů. Vzhledem k pomalému růstu jsou však vánoční jedličky zpravidla dražší než srovnatelně veliké borovice či smrky. Sbírá a prodává se též zelené chvojí na vánoční výzdobu a adventní věnce. Právě jedle bělokorá byla podle historických pramenů prvním stromem, který byl v souvislosti s Vánocemi zdoben, a to v 16. století ve francouzském Štrasburku.
Na největším trhu s vánočními stromky na světě, v USA, je ročně vyprodukováno v průměru okolo 30 milionů živých vánočních stromků, většinou pěstovaných na plantážích a speciálně pro tento účel tvarovaných, např. vyštipováním pupenů. Největším producentem je stát Oregon: k nejpopulárnějším druhům patří jedle balzámová a vznešená, následovány douglaskou, jedlí Fraserovou a borovicí lesní. Ve Velké Británii tvoří jedle kavkazská kolem 80 % prodaných vánočních stromků, podobně jako v Německu. V ČR tvoří jedle (též nejčastěji kavkazská) 65 % prodeje, zhruba polovina prodaných stromků přitom pochází z dovozu. Jedle (obvykle ojíněné či kavkazské) též spolu se smrky (pichlavý, ztepilý) bývají pravidelně umísťovány jako vánoční stromy na hlavních náměstích českých měst.
Kromě řezaných stromků roste zájem i o vánoční jedličky v květináči. Zde se na rozdíl od řezaných stromků (alespoň v ČR) jedná výhradně o sazenice jedle bělokoré a jejich prodej si klade za symbolický cíl podpořit tímto způsobem návrat tohoto druhu do českých lesů. Výhodou jedle v květináči je, že vydrží mnohem déle než klasický stromek ve stojanu. Aby se jedli dařilo, je vhodné květináč umístit co nejdále od topení a na místo, kam nedopadá přímé sluneční světlo. Jedle totiž obecně dávají přednost chladu. Důležité je rovněž zajištění pravidelné zálivky, zemina v květináči by měla být stále lehce vlhká.

### Symbolický a kulturní význam

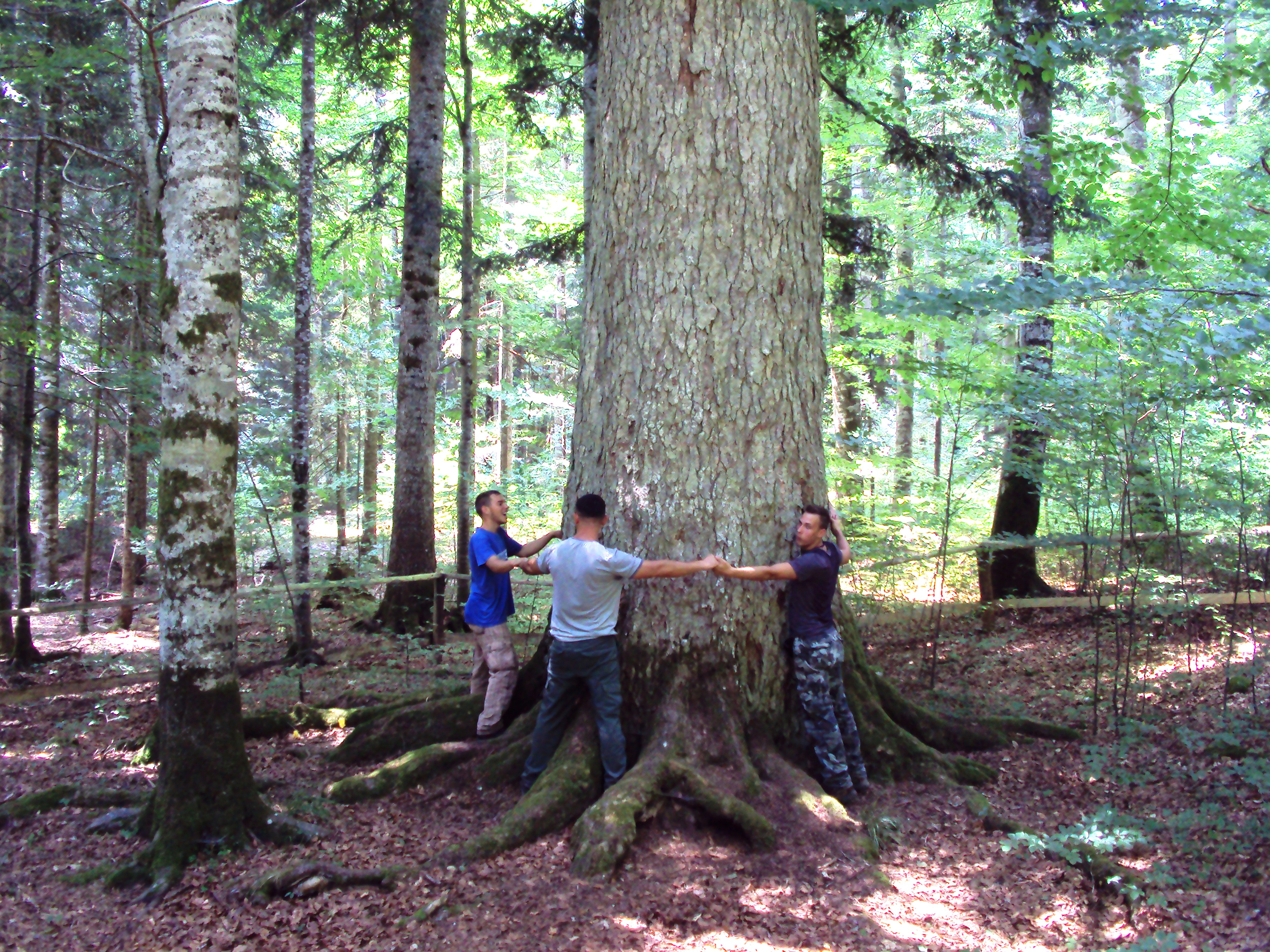
Jedle bělokorá zvaná „Car“ u Perušiče v Chorvatsku, s obvodem kmene 5,4 m a výškou 42,3 m největší evropská jedle

V mnohých kulturách se jedle objevuje jako posvátný strom, často společně ve dvojici s habituálně podobným smrkem. Ve starověkém Řecku byla jedle zasvěcena bohyni Artemidě, oba stromy též Dionýsovi. Pro staré germánské kmeny byly oba stálezelené jehličnany symbolem síly, houževnatosti, naděje a odolnosti vůči silám zimy, zasvěceny slunečnímu bohu Baldurovi a jako takové uctívány zejména o zimním slunovratu (svátek Yule), kdy byly zdobeny a jejich větvičky slavnostně nošeny; odsud pravděpodobně pramení zvyk zdobení jehličnanů o Vánocích. Bylo též zvykem o slunovratu v ohništi obřadně zapálit jedlové nebo smrkové poleno jako symbol navracejícího se Slunce a oběť ochranným silám lesa. U Keltů bývalo zvykem dávat zemřelému při pohřbu pod jazyk jedlové semínko; jedle bělokorá byla též jednou z dvaceti rostlin, podle kterých byla pojmenována písmena tzv. stromové abecedy – Oghamu. U starých Slovanů byly jedle sídlem lesních bohyň Dzivice a Boruty. V Mexiku zdobí vesničané své domy a kostely během náboženských svátků větvičkami jedle posvátné (Abies religiosa), přičemž se pravděpodobně jedná o christianizovanou formu dávných indiánských tradic.
Vysoké duchovní vážnosti požívala jedle ve venkovských oblastech Balkánského poloostrova, kde patřila k nejuctívanějším stromům. Byla považována za posvátnou „osu světa“ a kosmický strom, který svou štíhlou korunou roste „až do nebe“ a mohutným kůlovým kořenem sahá do hlubin k „Matce Zemi“. Imponující byla jistě též odolnost proti vývratům a nepřízni živlů, silný, masivní kmen vzrostlých jedinců a v neposlední řadě i lesklé stálezelené jehličí vytrvávající přes zimu. V lidových kulturách Rumunska, Vojvodiny a Srbska je jedle symbolem znovuzrození a stromem ukazujícím duši po smrti cestu do jiného světa a jako taková je opěvována v lidových písních; žalozpěvy za mrtvé byly na vesnicích často prováděny lidmi shromážděnými v kruhu okolo jedle.
Své místo má jedle jako léčivý strom též v různých soudobých new age a ezoterických směrech i v populárních „stromových horoskopech“, kde jsou jí připisovány schopnosti jako „regenerovat vitalitu a sexuální problémy, zahánět pesimismus a dodávat životní vyrovnanost“.

### Heraldika

Znak města Tanvaldu

Jedle (v některých podobách zaměnitelně se smrkem) je oblíbenou heraldickou figurou používanou na znacích, erbech, vlajkách a jiných symbolech. Zobrazována je obvykle jako vzrostlý strom v přirozených barvách, někdy též stylizovaně (stříbrně, zlatě, koruna i kmen stejnou barvou apod.), jako vyrůstající z povrchu nebo s kořeny, v počtu jedné nebo vícera, se šiškami nebo bez nich. Jindy je ve znacích použit pouze motiv jedlové větvičky s typickým trojitým rozvětvením. Ve znaku symbolizuje naději, stálost, věrnost, sílu a odvahu, ale i mladost a svěžest.
Jako heraldický symbol stojí jedle ve znacích mnoha evropských měst a regionů, např. francouzského departementu Vosges (Vogézy). V českém prostředí mají jedli ve znaku mj. Mariánské Lázně, Volary nebo Tanvald (jehož německý název Tannwald ostatně v překladu znamená „jedlový les“). Vyvrácená jedle ve znaku města Vejprty upomíná na událost, při níž došlo k objevení stříbrné žíly pod městem.
Ve Spojených státech amerických je jedle Fraserova oficiálním vánočním stromem Severní Karolíny; oficiálně prohlášena byla roku 2005. Jedle balzámová je státním stromem kanadské provincie New Brunswick, jedle plstnatoplodá pak teritoria Yukon.

## Jedle včeském prostředí

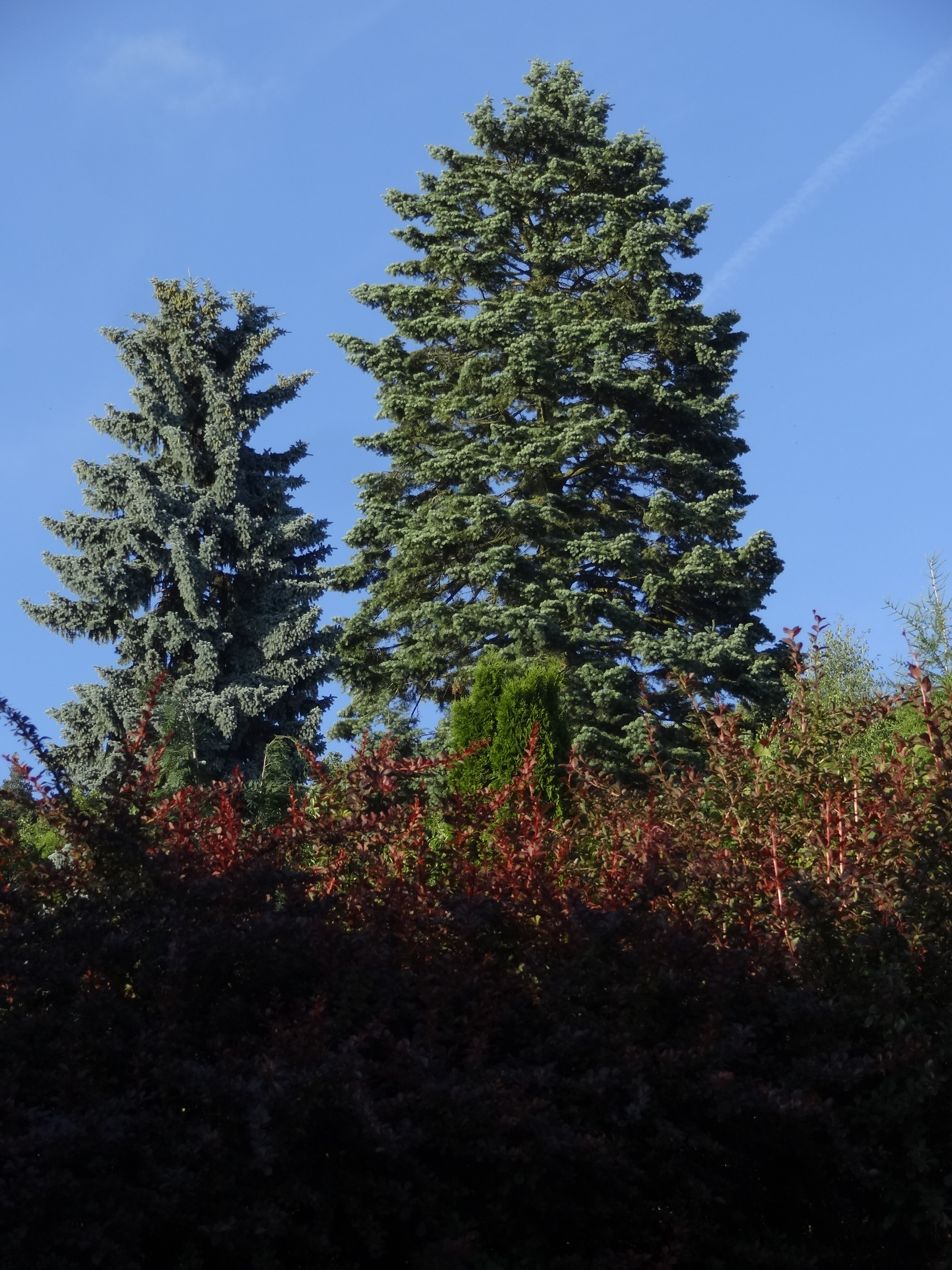
Památná jedle ojíněná (vpravo) ve vsi Harcov na Liberecku

Jediným druhem přirozeně se vyskytujícím v českých a moravských lesích je jedle bělokorá (Abies alba). Po razantním ústupu ve 20. století se její stavy díky zlepšenému hospodaření a cílené lesnické obnově začínají opět zvyšovat, stále však zůstávají hluboko pod přirozeným i žádoucím zastoupením, přibližně na úrovni 1 %. Jako lesnicky perspektivní dřevina s velkým produkčním potenciálem se jeví introdukovaná jedle obrovská (Abies grandis), s jejímiž výsadbami se experimentuje již od začátku 20. století např. na území Školního lesního podniku Masarykův les Křtiny či v kosteleckém arboretu České zemědělské univerzity; v 70.–80. letech se o ní uvažovalo i jako o náhradě za ustupující jedli bělokorou. Většímu rozvoji jejího pěstování však brání dosavadní nezájem českého dřevozpracujícího průmyslu o její dřevo, a tedy i vlastníků lesů o její výsadbu.
Ojediněle je lesnicky pěstována i jedle ojíněná (Abies concolor), příp. její varianta jedle Lowova; hlavní uplatnění však nalézá jako parková dřevina ve městech. Na vánoční stromky a místy i v parcích je pěstována jedle kavkazská (Abies nordmanniana); v českých podmínkách je však poškozována mrazy, proto se pro lesnické využití příliš nehodí.
Další druhy jedlí se v českém prostředí vyskytují především coby sbírkové exempláře botanických zahrad a arboret. Tak např. arboretum Křtiny brněnské Mendelovy univerzity uvádí ve svém Průvodci celkem 11 taxonů jedlí, jmenovitě bělokorou, ojíněnou, vznešenou, líbeznou, plstnatoplodou (A. lasiocarpa), obrovskou, balzámovou, Lowovu (A. concolor subsp. lowiana), Veitchovu, kavkazskou a nikkoskou (Abies homolepis). Vzrostlý exemplář vzácné jedle španělské (Abies pinsapo) se nalézá v botanické zahradě Přírodovědecké fakulty MU v Brně, mohutně vzrostlé jedle řecké a řada asijských jedlí v arboretu Mendelovy univerzity v Brně-Černých Polích. Dendrologická zahrada Průhonice uvádí ve svém katalogu na 26 taxonů jedlí, pěstovaných v mnoha různých kultivarech, mezi nimi např. africké jedle numidskou a marockou; méně obvyklé jedle posvátnou a Kawakamiovu nalezneme v Botanické zahradě hlavního města Prahy.
Mnoho jedlí je v České republice památkově chráněno. Nejčastěji se jedná o jedle bělokoré (jejich seznam viz v příslušném článku), ve Šluknově však najdeme chráněnou jedli nikkoskou, v nedalekém Jiříkově jedli vznešenou, ve Starém Harcově na Liberecku pak jedli ojíněnou.